# История Грузии
Грузия (груз. საქართველო [sɑkʰɑrtʰvɛlɔ], Сакартве́ло) — название исторического региона и современного государства Южного Кавказа, на побережье Чёрного моря, на южных склонах Главного Кавказского хребта. Основным населением Грузии является один из древнейших коренных народов Кавказа и мира, относящийся к европеоидной расе, картвелы, которые и формировали историю грузинского государства.
История Грузии (груз. საქართველოს ისტორია) охватывает длительный период времени, начиная с памятников Аббевильской культуры и кончая событиями современности. Наряду с регионами Кавказа Грузия входит в число мест обнаружения древнейших памятников человеческой цивилизации и считается местом зарождения металлургии, виноделия. Первым в истории Грузии союзом племён, а позднее государством стало Диаоха, упоминаемая в древневосточных источниках с конца II тысячелетия до н. э.
Золотой век Грузии (груз. საქართველოს ოქროს ხანა) пришёлся на период между началом XI и началом XIII веков н. э.. Пиком расцвета стало время правления царицы Тамары, прозванной Великой (1184—1210). При её царствовании Грузия достигла наибольшего расцвета, был написан шедевр грузинской литературы — поэма Шота Руставели «Витязь в тигровой шкуре». В течение длительного периода после «Золотого века» Грузия была под монгольским, персидским и турецким владычеством, лишь периодически обретая независимость. В результате нашествий единое грузинское царство распалось на Картли, Кахети, Имерети и Самцхе-Саатабаго. Из-за усиления феодалов Имеретинское царство потеряло контроль над Мегрельским и Гурийскими княжествами, а также над Абхазией.
Постепенное возрождение Грузии началось после объединения Картли и Кахети в 1762 году. В 1783 году между Россией и Грузией был подписан Георгиевский трактат. В период с 1801 по 1864 годы грузинские царства и княжества вошли в состав Российской империи, в составе которой пробыли до 1918 года, когда было образовано первое грузинское демократическое государство — Грузинская Демократическая Республика. 25 февраля 1921 года Грузинская Демократическая Республика была ликвидирована частями Красной армии. 9 апреля 1991 года Верховный Совет Грузии принял акт о восстановлении независимости, однако до распада СССР в конце того же года Грузия формально оставалась в его составе. С 26 декабря 1991 года Грузия — независимое государство. 31 июля 1992 года Грузия стала полноправным членом Организации Объединённых Наций.

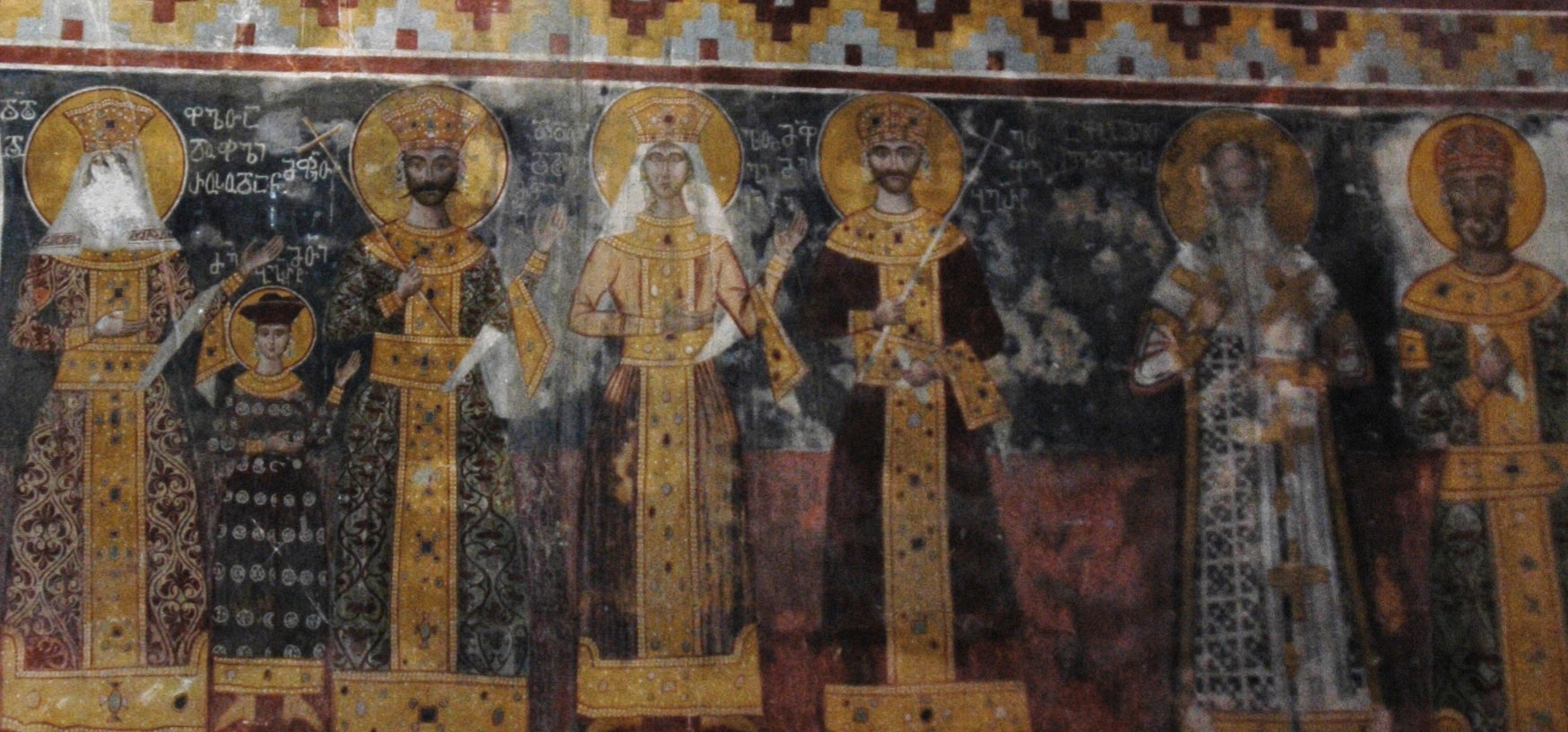
Грузинские цари (слева-направо, Леван Имеретинский (юный), Георгий II Имеретинский, Баграт III Имеретинский, католикос Иосиф Багратиони, царь Грузии Давид IV) и царицы-супруги изображенные на фреске в византийской одежде в Гелатском монастыре, памятнике Всемирного наследия ЮНЕСКО

## Древняя история

### Доисторическая Грузия

#### Эпоха палеолита и мезолита
На территории Грузии в Дманиси были найдены останки древнего человека, жившего 1,7—1,9 млн лет назад (Дманисийский гоминид). Близ села Квемо-Орозмани, находящегося на расстоянии около 30 км от Дманиси, был обнаружен человеческий зуб (четвёртый премоляр нижней челюсти, возможно представителя Homo erectus) возрастом 1,8 млн лет.
Эпоха палеолита (груз. პალეოლითის ეპოქა ) — первый исторический период каменного века с начала использования каменных орудий гоминидами (род homo) (около 2,6 млн лет назад) до появления у человека земледелия приблизительно в 10 тысячелетии до н. э.. Выделен в 1865 году Джоном Леббоком. Палеолит — эпоха существования ископаемого человека, а также ископаемых, ныне вымерших видов животных. Он занимает большую часть (около 99 %) времени существования человечества и совпадает с двумя геологическими эпохами кайнозойской эры — плиоценом и плейстоценом
Эпоха палеолита играет важную роль в истории Грузии. На сегодняшний день на территории государства обнаружено и изучено более 400 памятников этой эпохи. В разных регионах Грузии существует 6 районов распространения памятников эпохи палеолита:
- I. Причерноморская полоса Грузии — 200 памятников
- II. Бассейн рек Риони — Квирила — 100 памятников; 15 памятников разных разделов ашельской эпохи; мустье — 61 памятник; верхний палеолит и мезолит — 23; пещерные поселения — Джручула, Ортвала-Клде, Сакажиа, Бронзовая пещера и др.; 20 — верхнепалеолитического и мезолитического времени (Сагварджиле, Чахати, Сакажиа, Дзудзуана, Гварджилас-Клде и др.)
- III. Левобережье реки Куры, в пределах исторической Шида-Картли — 60 памятников; многослойные пещерные поселения Кударской и Цонской группы, где также выявлены культурные слои среднеашельского времени
- IV. Низкогорье правобережья реки Куры в пределах исторической Квемо-Картли
- V. Джавахетское нагорье — 15 памятников
- VI. Иоро-Алазанское междуречье — 34 памятника[13]

Из-за географического расположения некоторые районы изучены лучше остальных, в частности Причерноморье, Шида-Картли и Рионо-Квирильское междуречье изучены относительно хорошо, а низкогорье правобережья реки Куры в пределах исторической Квемо-Картли и Джавахетское нагорье изучены недостаточно. Самые ранние памятники Грузии, Яштхва и Бырцх, относящиеся к эпохе раннего ашеля, расположены на территории Абхазии. В причерноморской зоне находится наибольшее количество памятников палеолита. В ашельских памятниках Причерноморья и Рионо-Квирильского бассейна обнаружено много каменных орудий труда, однако мало ручных рубил. Следовательно, в эпоху ашеля в Западной Грузии было мало ручных рубил, а в Восточной Грузии их было много.
В пещере Дзудзуана (Dzudzuana Cave) близ г. Чиатура была обнаружена рукотворная льняная нить, возрастом 35 тыс. лет. Геном двух обитателей пещеры Дзудзуана, живших 26 тыс. л. н., глубоко связан с постледниковыми западноевропейскими охотниками-собирателями из кластера «Виллабруна». У них определены митохондриальные гаплогруппы U6 (Dzudzuana-2) и N (Dzudzuana-3).
У образца SAT29 из осадочной породы слоя BIII пещеры Сацурблия возрастом 25 тыс. лет определена митохондриальная гаплогруппа N. Линия SAT29 близка к линии образца Dzudzuana-3 (25,5 тыс. л. н.) из пещеры Дзудзуана и базальна по отношению к современным линиям митохондриальной гаплогруппы N. Геном SAT29 группируется на графике принципиальных компонент (PCA) с образцом Dzudzuana-2, а не с геномами позднего верхнего палеолита и мезолита с Кавказа или с любыми другими опубликованными евразийскими геномами до максимума последнего оледенения.
Зуб из пещеры Бонди найден в слое Vb, который датируется возрастом 21,5—24,6 тыс. лет назад. Фрагмент нижней челюсти из Девис-Хврели как минимум на 10 тыс. лет моложе. В палинологическом материале верхнепалеолитических слоёв пещеры Бонди найдены микроостатки волокон льна и шерсти.
У верхнепалеолитического обитателя пещеры Сацурблия, жившего 13,3 тыс. л. н., была обнаружена Y-хромосомная гаплогруппа J1-Y6313* и митохондриальная гаплогруппа K3. Около 1,7—2,4 % ДНК особи из Сацурблии имеет неандертальское происхождение. У представителя триалетской мезолитической культуры охотника KK1 из карстового грота Котиас Клде в известняках плато Мандаэти в Западной Грузии, жившего 9,529—9,895 тыс. л. н., была обнаружена Y-хромосомная гаплогруппа J2a (J2a1b-Y12379*) и митохондриальная гаплогруппа H13c. Вместе с охотником-собирателем из пещеры Сацурблия мезолитчик КК1 образует генетический кластер кавказских охотников-собирателей.

#### Эпоха неолита
Эпоха неолита (груз. ნეოლითის ეპოქა საქართველოში) — новокаменный век, последняя стадия каменного века. Разные культуры вступили в этот период развития в разное время. На Ближнем Востоке неолит начался около 9500 лет до н. э. Вступление в неолит приурочивается к переходу культуры от присваивающего к производящему (земледелие и/или скотоводство) типу хозяйства, а окончание неолита датируется временем появления металлических орудий труда и оружия, то есть началом медного, бронзового или железного века
В эпоху неолита территория Грузии являлась частью восточносредиземноморской неолитической культуры, которая является частью переднеазиатской цивилизации новокаменного века. Впервые памятники эпохи неолита были открыты в 1936 году, когда грузинскому исследователю А. Н. Каландадзе удалось обнаружить поселение эпохи неолита в посёлке Одиши, край Самегрело-Земо Сванети, Зугдидский муниципалитет.
Спустя два года аналогичное поселение было обнаружено краеведом А. Л. Лукиным возле посёлка Кистрик в Абхазии. Изучение и обнаружение памятников эпохи неолита было прервано началом Второй мировой войны.
С 1955 года Академия наук Грузии проводит мероприятия по изучению памятников эпохи неолита. Следствием данных мероприятий стало обнаружение 50 памятников эпохи неолита, расположенные во всех исторических регионах Западной Грузии. Гораздо хуже изучены памятники неолита в Восточной Грузии, однако существует предложение, согласно которому неолитические племена спустились с гор в долины во время энеолита. Данную версию подкрепляет обнаружение в долинах памятников раннеземледельческой культуры.
В Грузии не сохранилось следов жилищ неолитических поселений. По сведениям, в большинстве своём фрагментарным, существует возможность предположения, что родовые группы проживали в плетённых прямоугольных строениях, обмазанных глиной, и имели общий очаг. После изучения памятников в Западной Грузии, появилась возможность выделить три ступени развития.
Основой хозяйства эпохи раннего неолита было присваивающее хозяйство, в особенности охота. О предмете охоты жителей древней Грузии известно благодаря обнаруженным костям дикого кабана, благородного оленя, косули, дикого барана и медведя.

#### Эпоха энеолита
Ме́дный век, медно-каменный век, халколит (от греч. χαλκός «медь» + λίθος «камень») или энеолит (отлат. aeneus «медный» + греч. λίθος «камень»)) — эпоха в развитии человечества, переходный период от неолита (каменного века) к бронзовому веку. Термин предложил в 1876 году на международном археологическом конгрессе венгерский археолог Ф. Пульский для уточнения первоначальной классификации Томпсена, в которой за каменным сразу следовал бронзовый век
В Грузии существует ряд памятников эпохи энеолита. С 1964 года на правом берегу реки Кура было открыто четыре группы памятников данной эпохи. С 1965 года экспедиции под руководством О. М. Джапаридзе, А. И. Джавахишвили и Т. Н. Чубинишвили были проведены исследования памятников Шулаверис-Гора, Имирис-Гора, Храмис Диди-Гора, Арухло I. Т. В. Кигурадзе и Д. Д. Гогелия продолжают изучение объектов эпохи энеолита, несколько памятников были обнаружены в Тбилиси (Делисское поселение
), в ущелье Арагви, в Кахети
 и Западной Грузии
.
Благодаря существующей крайне близкой генетической связи неолита с энеолитом в Западной Грузии, существует возможность проследить прогресс и увеличение роли производящего хозяйства из-за улучшения каменных орудий труда. В то же время, Л. Д. Небиеридзе отмечает, что в период энеолита население больше занималось скотоводством, нежели земледелием. Важную роль в жизни жителей энеолита играла охота — что подтверждается находками охотничьего оружия: наконечников копий, дротиков, стрел, геометрических микролитов.
Населению этих памятников было известно металлургическое производство, что подтверждается находками металлических предметов — шил, рыболовных крючков и стержня из Сагварджиле, а также металлических изделий, тигля и литейной формы из пещер Самерцхле-Клде и Тетри-Мгвиме (Имерети).
Обнаруженные в Тетрамица браслеты из мергеля дают представление о развитии художественного промысла.
Границей распространения западногрузинской энеолитической культуры является Лихский хребет в районе Сочи—Адлер — до Новороссийска. Доказательством такого распространения культуры является группа сходной керамики (тонкостенная красно-розового лощения до блеска, с округлым дном, шаровидным туловом, низким отогнутым венчиком без ушек).

## Древние царства

### Колхида и Иберия

Колхида и Иберия. 600—150 гг. до н. э.

Историки полагают, что первое государство, упоминаемое на территории Грузии — Колхидское царство, располагавшееся на восточном побережье Чёрного моря. Впервые о нём упоминают в середине I тысячелетия до н. э. греческие авторы Пиндар и Эсхил, оно также фигурирует в мифе о золотом руне. Грузинские историки придают также большое значение сообщению Геродота о четырёх народах Передней Азии: персах, мидянах, сасперсах и колхах, полагая что колхи, как и персы, должны были иметь собственное государство. Официальная грузинская историография полагает что население Колхиды середины I тыс. до н. э. было высокоразвитым, полисы были основаны не греками, а местным населением, а греческое влияние ограничено исключительно импортом. Однако интенсивные поиски археологов в Восточном Причерноморье не обнаружили каких-либо признаков существования государства. Как отмечает Болтунова в мифе об аргонавтах неясна датировка и содержание. Возможно ядро мифа формировалось на основе сюжетов, не имеющих отношение к реальности, и только позднее ассоциированных с Колхидой. Сообщения Геродота можно трактовать не как существование государства, а как зависимость различных колхских племён от державы Ахменидов. Яйленко также считает спорным существование государства развитой городской культуры в Колхиде IV века до н. э.. Encyclopædia Iranica также считает население Грузии во время господства Ахменидов в Закавказье (546—331 до н. э.) протогрузинскими племенами. См. также критику грузинской концепции у Шнирельмана и у Коха и Цхаладзе.
Согласно грузинской историографии основным населением Колхидского царства были мегрело-чанские племена, но греки между 1000 и 500 годами до н. э. основали множество торговых факторий и колоний на побережье — Фасис (современный Поти), Пичвнари (Кобулети), Гиэнос (Очамчира), Диоскурия (Сухум), Питиунт (Пицунда) и другие.
В конце V в. до н. э. колхи утратили политическое влияние на соседние племена, территория Колхидского царства после этого ограничивается долиной реки Риони.
В восточной части современной Грузии в IV веке до н. э. междоусобные войны закончились образованием государства, которое в грузинской историографии называется Картлийское царство, а в античной — Кавказская Иберия (Тацит"Анналы" кн.6). По традиции, Иверия со столицей в Мцхете была основана около 300 года до н. э. царём Фарнавазом I, родоначальником династии Фарнавазидов.
Hи Колхида, ни Иверия не входили ни в империю Александра, ни в одно из эллинистических царств, образовавшихся после распада последней. При этом греческая культура оказала заметное влияние на Грузию, и в городах Колхиды говорили по-гречески. В Иверии греческий был не так распространён, зато большое распространение получил арамейский язык.
Между началом II века до н. э. и концом II века Колхидское царство и Иверия находились в сфере влияния сразу трёх государств — Римской империи, Великой Армении и Понтийского царства. Между 120 и 65 годами до н. э. понтийский царь Митридат VI Евпатор захватил всю Колхиду и включил её в своё государство, в которое на тот момент входили всё северное и восточное Причерноморье и Малая Азия. На троне Иберии с 90 года д.н. э. по 30 год д.н. э. находились армянские царевичи Арташесиды

### Римское завоевание

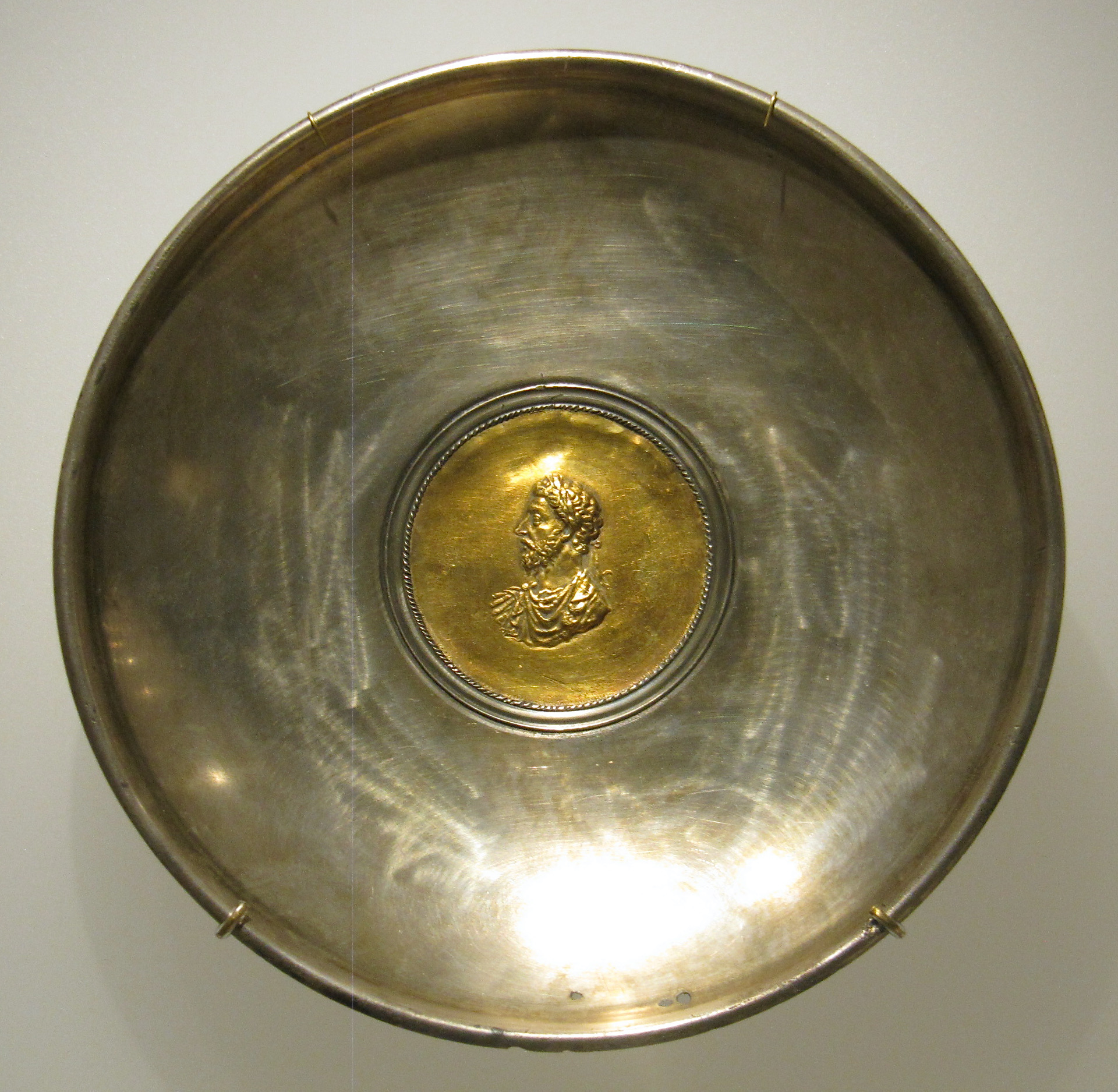
Патера с изображением Марка Аврелия, найденная недалеко от Мцхеты, Грузия, II век н. э.

В 65 году до н. э. римские войска под командованием Помпея, который в это время вёл войну с Понтом и Арменией, вторглись в Иверию, но затем ушли из неё. В 36 году до н. э. Рим заставил Фарнаваза II присоединиться к военной кампании против Кавказской Албании.
К 65 году до н. э. в результате войны с Римом и Парфией Армения потеряла существенную часть своей территории, а Понтийское царство перестало существовать и было включено в состав Римской империи. В частности, Колхида была преобразована в провинцию, управляемую римским легатом. В дальнейшем Иверия оказалась в центре борьбы между Римом и Персией за влияние на Ближнем Востоке. Только во II веке при Фарсмане II Иверия достигла полной независимости. В III веке Лазика получила достаточно широкую автономию, и в конце того же века на её территории образовалось Лазское царство (Эгриси). Оно существовало 250 лет, пока в 562 году не было поглощено Византией.

### Принятие христианства

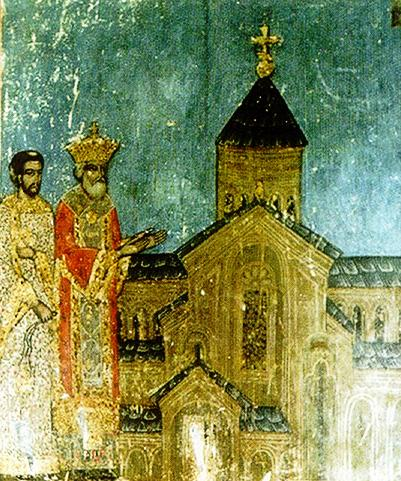
Царь Картли Мириан III в соборе Мцхеты

До принятия христианства, на территории Грузии были распространены митраизм и зороастризм. При царе Мириане III государственной религией Картли (Иверии) стало христианство. Точная дата неизвестна, наиболее часто называется 326 год. Обращение в новую веру традиция связывает с именем святой Нино. K середине VI века и Лазика приняла христианство.
IV—V вв. представляют собой один из наиболее значительных и интересных периодов истории Грузии. В политической, социальной и культурной жизни страны в это время произошли важнейшие события, получившие дальнейшее развитие в последующие века и существенным образом повлиявшие на всю средневековую историю Грузии.
Большую часть IV и V веков Иверия находилось в вассальной зависимости от Персии, царство не существовало, а наместники назначались шахом.
Чрезвычайно интересные события происходят в Картли во второй половине V в., когда борьба за централизацию страны совпадает с борьбой грузинского народа против иранских завоевателей. В это время на картлийском престоле сидел Вахтанг Горгасал, выдающийся политический деятель, и полководец. В конце V века Вахтанг I Горгасал поднял восстание, свергнувшее персидскую власть, после чего провёл несколько военных кампаний против Персии и Византии. Однако после смерти сына Вахтанга Дачи в 514 году Иверия снова вошла в состав Персии, хотя на этот раз могла избирать наместника (эристава). В начале VI века столицей Картли становится Тбилиси.

### Вторжение арабов в Грузию

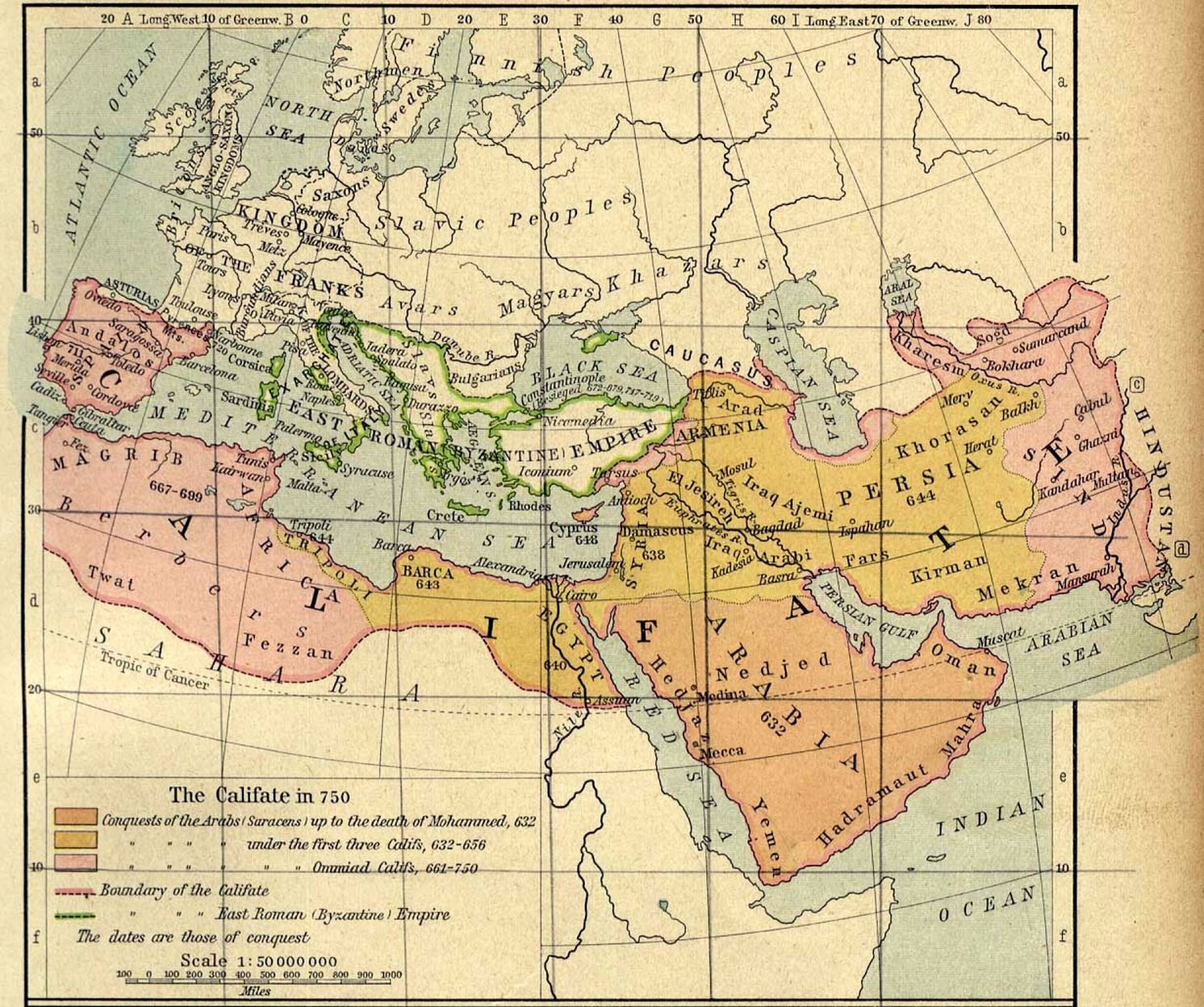
И Картли, и Лазика под контролем Арабского Халифата в 750 году

В первой трети VII века на Аравийском полуострове образовалось государство арабов, во главе которого стали последователи пророка Мухаммеда, с чьим именем связано распространение среди арабов и других народов и стран региона нового вероучения известного как ислам или мусульманство, имевшего значительное влияние на судьбы человечества.
При наместниках Мухаммеда, халифах, Арабское государство, или халифат, как его называют, необычайно быстро выросло. Первые большие завоевательные войны арабы провели при халифе Омаре (634—644). Они ставили себе целью расширение пределов халифата, захват добычи и получение дани.
В последние годы правления императора Ираклия I Византийская империя в борьбе с арабами потерпела ряд поражений и потеряла Сирию и Палестину. В начале 40-х годов пал Иран, после чего путь арабам в Закавказье был открыт.
Такие быстрые успехи арабов объяснялись не только отличной организацией и высокими боевыми качествами арабского войска, но и их политикой веротерпимости и введением простой, сравнительно лёгкой налоговой системы. Всё это способствовало победе арабов в восточных провинциях Византийской империи, население которых в этническом и религиозном отношении сильно отличалось от населения центральных районов. В источниках отмечается, что даже фанатичные монофизитские монахи Сирии и Палестины в массовом порядке оставляли монастыри и присоединялись к арабским отрядам. После этого становится понятным, почему многие города этих стран без боя сдавались арабам.
В 640 году арабы вторглись в Армению и взяли её столицу Двин.
В Картли арабы впервые появляются в 642—643 годах Однако картлийцы нанесли им поражение и изгнали из пределов своей страны. Постепенно арабы усилились. По сообщению арабского историка Табари, арабы под командованием Хабиба ибн-Масламы возобновили поход на Картли, взяли Тбилиси и выдали населению фирман о безопасности, или «защитную грамоту». Этот поход арабов в Грузию датируется 644—645 годами. К началу 654 года они уже захватили всю Армению. В том же году арабы взяли город Феодосиополь, нынешний Эрзерум, главную твердыню византийцев на рубежах Закавказья, и направились в Картли. В 657—659 годах ненадолго арабы захватывают и Картли, и Эгриси.
Вскоре, в халифате началась междоусобная война, которая тянулась до тех пор, пока единственным властелином не стал первый халиф Омеядов Муавия I (661—680). Ясно, что в этот период арабам было не до Картли или Эгриси, которое освободили византийцы. Новый халиф прибег к жестоким мерам, чтобы подчинить отложившиеся страны Закавказья, но и после этого на Кавказе политическое положение было изменчивым.
В 696—697 годах правитель Эгриси, зависимый от Византии, пригласил арабов изгнать византийцев. Основные гарнизоны в Грузии стояли в Тбилиси, Нокалакеви, Мцхете, Диоскурии. Об оккупации арабами Лазики сообщает античный историк Феофан Исповедник, не раз посещавший эти места в начале 9 в. В 711 году наследнику престола Византии, Льву Исавру, удалось освободить лишь Абазгию. Также ненадолго византийцы овладели Фасисом и дошли до Цихе Годжи, но арабы легко отразили атаку и вернули Фасис. Однако Лев Исавр продолжал борьбу с арабами и разрушил крепость Сидерон, которая была вторым важным опорным пунктом после столицы Лазики — Цихе Годжи. На побережье Лазики стояли лагеря Византии, а в поселениях стояли арабские гарнизоны. Главным опорным пунктом арабов на Кавказе до конца VIII века были Лазика (арабы старались сохранить этот регион как плацдарм для наступления на Северный Кавказ и Хазарский Каганат), восточная часть Армении, Картли, и Кавказская Албания. Однако у всех провинций, захваченных арабами, были свои соперники. На Западную Армению и Эгриси давно посягала Византия, которая действовала сообща с аланами и хазарами, обратившими взор на Картли и Дербент. Крупные восстания в Армении и Картли против Халифата, сопровождаемые нападениями Византии и хазаров, вскоре привели к тому, что большинство провинций перестали существовать и превратились в суверенные либо зависимые от греков или арабов государства. Все подчинённые арабам районы (включая Лазику и Абазгию) платили харадж и джизью — подушные и поземельные подати. Чтобы избежать уплаты и сохранить христианство, грузины и армяне целыми деревнями уходили в высокогорные районы.
В 735—737 годах полководец мусульман, Мурван, вторгся в Грузию. Через Эгриси он планировал пройти в Хазарию и уничтожить её. Попутно он уничтожал неповиновавшихся грузин, абхазов и армян. Однако планам Мурвана не дали сбыться цари Картли Мир и Арчил, укрывшиеся в крепости Анакопия (Новый Афон). Здесь арабы потерпели поражение и вернулись в Мегрелию, где сожгли столицу Нокалакеви. Тем не менее, несмотря на успешные попытки Византии контратаковать в землях Абхазии территории южнее Анакопии ещё длительное время были под властью арабов. Освобождение этих земель от арабов продолжалось до середины IX века.

## Средние века

### Объединение Грузии

Баграт III, фреска из Гелатского монастыря

Судьба грузинского народа всецело зависела от объединения отдельных царств и княжеств в одно сильное государство. Единая монархия была необходима и для экономического развития страны. И что самое главное, объединение страны входило в интересы всех слоёв общества. Основным фактором, препятствующим этим прогрессивным процессам, было наличие внешнего врага (арабы, византийцы, позднее турки-сельджуки). Борьба за объединение страны была тяжёлой, продолжавшейся в течение нескольких столетий.
Первые позывные сигналы к освобождению подали Кахети и Эрети на Востоке и Абхазия на Западе, ведомая Византией. Уже в 711 году освободилась Абазгия. Однако освободить в тот период важную для Византии Эгриси было практически невозможно, и осада столицы — Нокалакеви оказалась безрезультатной. Даже вторжение армян со стороны Фасиса, твёрдо контролируемого Халифатом, не дало успеха. После поражения Мурвана под Анакопией абхазы вернули свои земли и с разрешения империи получили независимость, но оставались вассалами Византии. В конце VIII века из Халифата вышли и Кахети, и Эрети. В середине IX в, пользуясь слабостью арабов на восточном побережье Чёрного моря, Абхазское царство сумело изгнать арабов из Эгриси (территория между рек Ингури и Фасис) и предприняло попытку дойти своими походами до Тбилиси, однако в том регионе сохранялось сильное влияние арабов. В конце того же века удалось освободиться и Армении.
После ослабления халифата в IX веке в юго-западной Грузии возникло новое государство во главе с Ашотом I Куропалатом из династии Багратидов, изгнавшим из этих областей арабов. Это государство включало княжества Тао и Кларджети (отчего известно под названием Тао-Кларджети), а также более мелкие феодальные образования юго-западной Грузии. Формально Тао-Кларджети было подчинено Византии (под названием Куропалатинат Иверии), но де-факто было полностью автономно со столицей в Артануджи, ныне на территории Турции.
В X веке впервые в источниках появляется понятие Грузия — Картли.
В IX — начале X века арабы были окончательно изгнаны из Закавказья, а позже оттуда была вынуждена уйти и Византия. Кроме Тао-Кларджети, возникают другие феодальные государства — Абхазское царство, Картли, Кахети, Эрети. Борьба между ними завершилась, после того, как в конце X века царь Тао-Кларджети Давид III Куропалат завоевал Картли, а в 1001 году ставший абхазским царём Баграт III из династии Багратиони унаследовал трон Тао-Кларджети после смерти Давида. В 1008—1010 годах Баграт захватил Кахети и Эрети, тем самым став первым царём объединённой Грузии.

### Отношения Грузии с Византией в XI веке
Объединение Грузии шло вразрез с планами византийских императоров. В то время Византия значительно усилилась, а её давний соперник — арабский халифат был ослаблен внутрифеодальными распрями. Византия намеревалась, воспользовавшись благоприятной политической ситуацией, восстановить своё былое влияние в Закавказье, а также в странах Ближнего Востока.

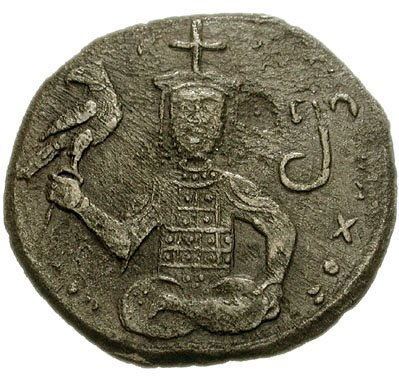
Монета, на которой изображён грузинский царь Георгий III

Как известно, Тао-Кларджетское царство и княжества находились в определённой зависимости от Византии, которая стремилась использовать военные силы грузинских царей и мтаваров в борьбе против арабов. К концу X в. положение изменилось. Арабам было теперь не до Закавказья, и Византия попыталась занять здесь их место. Но византийский император натолкнулся на новое препятствие: в Закавказье сформировались крупные политические единицы — царства в Грузии и Армении, подчинить которые было нелегко. Естественно, что Византия всячески противилась усилению Грузии и Армении, боролась против объединения разрозненных грузинских и армянских феодальных княжеств под властью единого государя. Путём захвата грузинских земель, подкупа крупных азнауров, а также, поддерживая всевозможных претендентов на царский престол, Византия пыталась удержать в повиновении царя объединённого грузинского государства. С той же целью не скупились византийские императоры на различные почести и милости, оказываемые грузинским царям.
Такова была политика византийских императоров по отношению к грузинскому царству на протяжении всего XI столетия.
После смерти Давида Куропалата в 1001 году большая часть его владений была захвачена Византией. Из-за наследства Куропалата между Грузией и Византией в течение долгого времени шла непрекращающаяся борьба.
Вся вторая половина XI в. была отмечена постоянными вторжениями турок-сельджуков. В 1071 году они победили объединённую византийскую, армянскую и грузинскую армию в битве при Манцикерте, и к 1081 году большая часть Грузии была завоёвана сельджуками.

### Давид Строитель и усиление Грузии

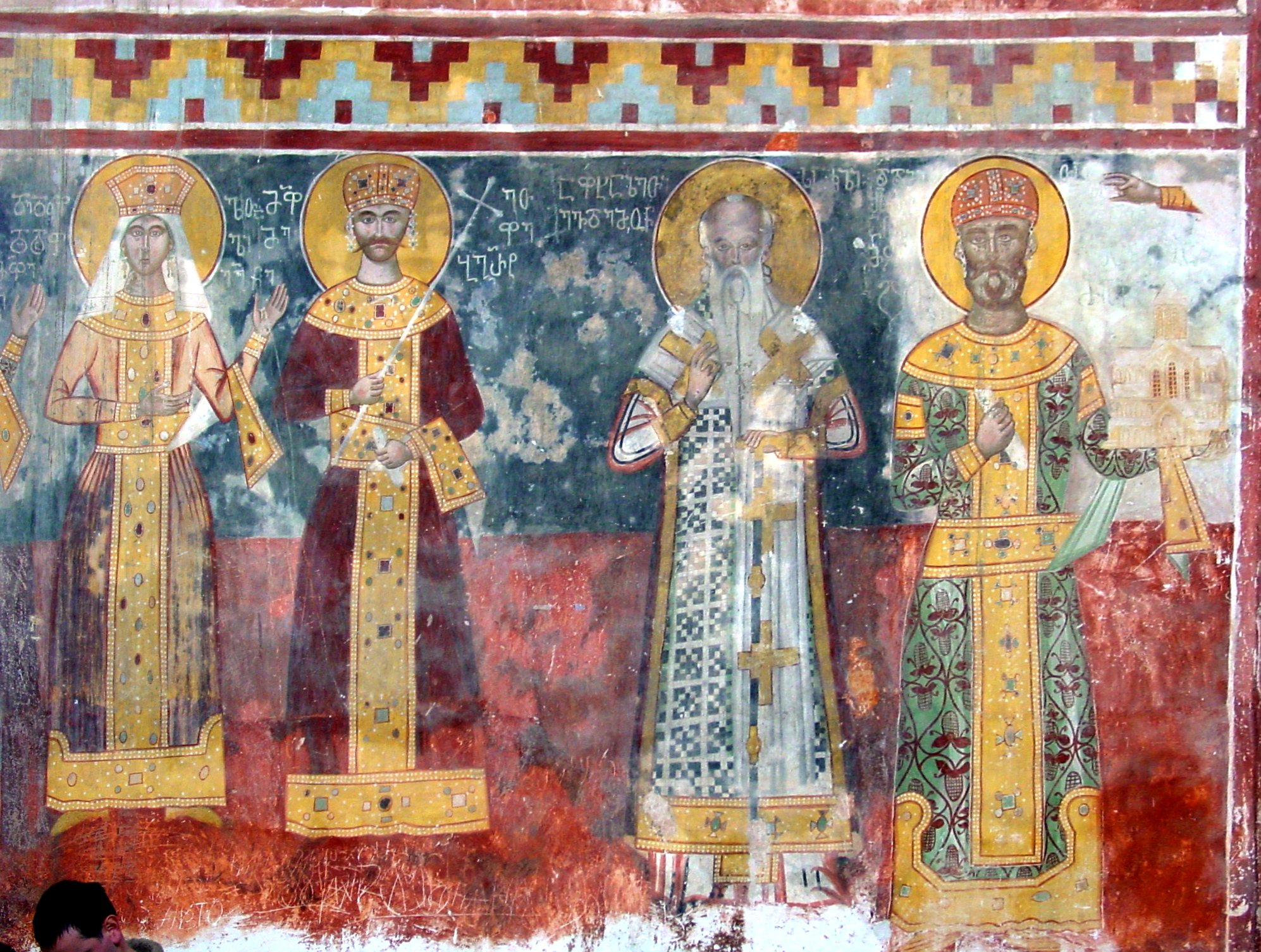
Давид IV Строитель, фреска Гелатского монастыря

XI—XII века — период наибольшего политического могущества и расцвета экономики и культуры феодальной Грузии. Царь Давид IV Строитель унаследовал трон в 1089 году в возрасте 16 лет после отречения своего отца, Георгия II. Сразу после прихода к власти, Давид создал регулярную армию, способную отражать нападения сельджуков. Первый крестовый поход в 1096—1099 годах отвлёк силы сельджуков, и в конце 1099 года Давид перестал платить им дань, а затем смог отвоевать почти все грузинские земли, за исключением Тбилиси и Эрети. В 1103 году он провёл реорганизацию Грузинской православной церкви и назначил её католикоса. Затем в 1103—1105 годах он завоевал Эрети, а между 1110 и 1118 годами — всю нижнюю Картли и часть закавказской Армении (Сомхети), в результате чего Тбилиси, оставаясь под контролем сельджуков, стал изолированным анклавом, окружённым со всех сторон Грузией. В 1118—1119 годах он пригласил около 40 000 половцев для заселения оставленных турками земель. Давид также приветствовал поселение европейских (из Германии, Италии и Скандинавии, хотя все они назывались «франками») и русских купцов.
В 1121 году Давид смог отразить нападение сильной армии сельджуков в битве при Дидгори, после чего взял Тбилиси и перенёс туда столицу Грузии. В 1125 году Давид Строитель умер, оставив Грузию в статусе одной из сильнейших региональных держав.
Его наследники (Деметре I, Давид V и Георгий III) продолжили усиление и расширение Грузии.

### Царица Тамара и Золотой век
Царствование правнучки Давида Строителя Тамары (1184—1213) представляет собой наивысший подъём влияния Грузии за всю её историю развития. В 1194—1204 годах армия Тамары отразила несколько сельджукских нападений на юге и юго-востоке и вторглась в занятую им Восточную Армению. Кроме того большая часть центральной и южной Армении, включая Карин, Эрзинджан и Ван, стала протекторатом Грузии, хотя и не была включена формально в Грузинское царство и находилась под управлением местных эмиров — Шах-Арменов.

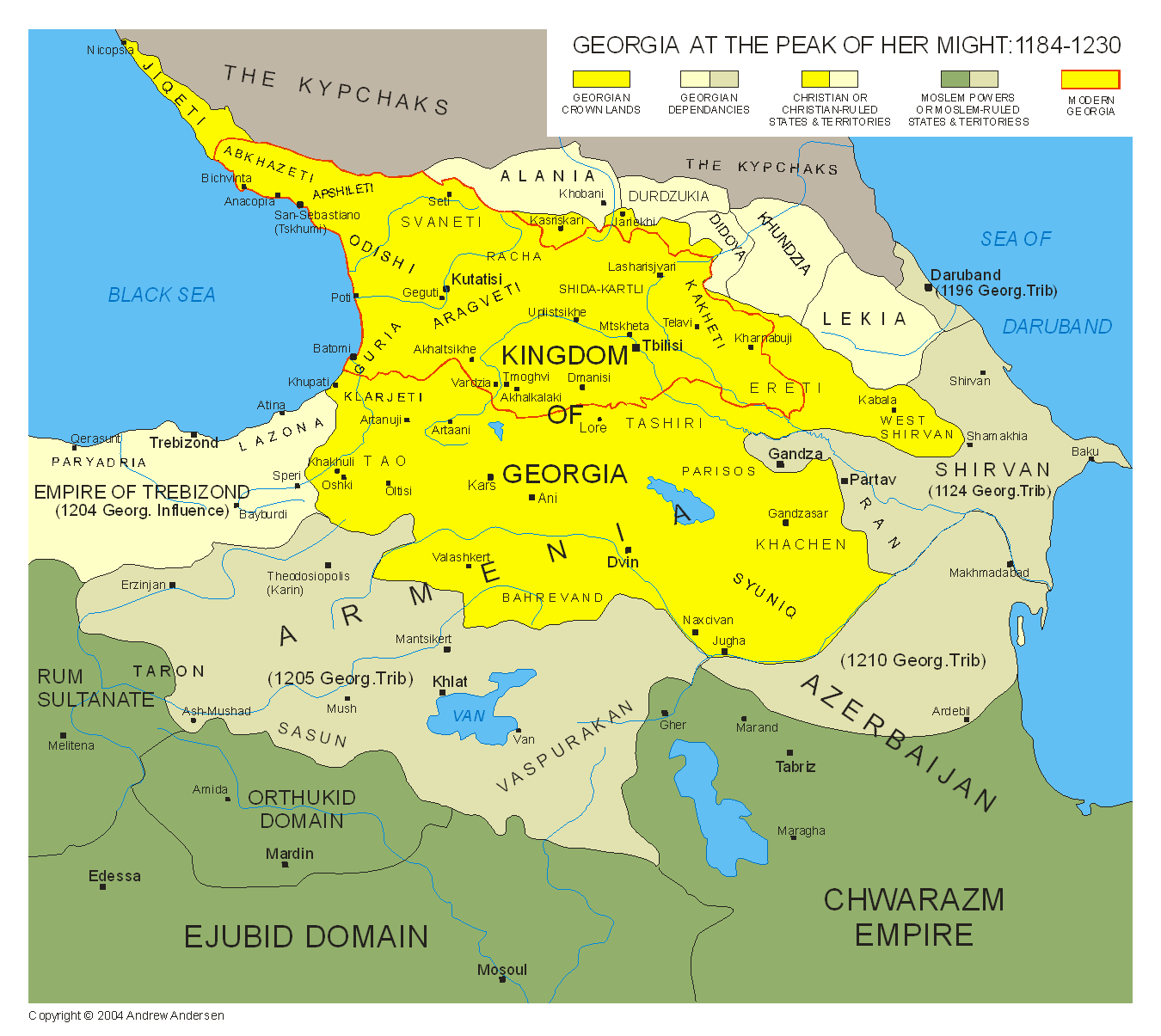
Грузинское царство в период наибольшего расширения, 1184—1225

После захвата Константинополя крестоносцами в 1204 году Грузия на короткое время стала сильнейшим христианским государством во всём Восточном Причерноморье. В тот же год Тамара провела военный поход и завоевала бывшие византийские провинции Лазона и Париадрия, которые с 1205 году образовали Трапезундскую империю, а императором был коронован племянник царицы Тамары, воспитывающийся в Тбилиси Алексей I Великий Комнин. В 1210 году грузинская армия вторглась в северную Персию и взяла города Меренд, Ардебиль, Тебриз, Зенджан и Казвин. В этот момент Грузия достигла самого большого размера за всю свою историю. Официальный титул царицы Тамары звучал как «Царица абхазов, картвелов, ранов, кахов и армян, шахиня Ширвана и шахиншахиня, суверен Востока и Запада».
В XII в. были установлены культурно-экономические и политические отношения с Киевской Русью; в украшении мозаикой главной церкви Киево-Печерской лавры участвовали живописцы из Грузии, между русскими и грузинскими княжескими родами стали заключаться брачные союзы (в 1185 году сын владимиро-суздальского князя Андрея Боголюбского — Юрий и грузинская царица Тамара вступили в брак). Политическое могущество страны основывалось на высокоразвитом сельском хозяйстве и процветавшем городском хозяйстве (ремёсла, торговля). Высокого уровня достигла феодальная культура — философия, историография, филология, литература, искусство, чеканка по металлу, зодчество и монументальная живопись, миниатюра, керамика. К этой эпохе относится создание творения Шота Руставели — «Витязь в тигровой шкуре». Грузинские культурно-просветительские центры существовали при монастырях как в самой Грузии, так и за её пределами — на Афоне (в Греции), в Сирии, Палестине, Болгарии.

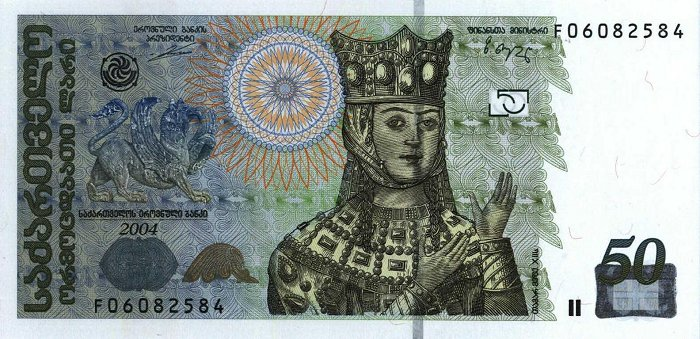
50 лари с портретом царицы Тамары. 1995, аверс

### Монгольское завоевание
В 1220-е годы войска степняков из Дешт-и-Кипчак под началом Чингизидов прошли через Малую Азию и Закавказье, подавив сопротивление грузинских и армянских сил. Большая часть Грузии, вся Армения и центральная Анатолия попали под власть Монгольской империи.
Хорезмский султан Джалал-Ад-Дин напал на Грузию в 1225 году и одержал победу над грузино-армянским войском в битве при Гарни. Тбилиси был захвачен и разграблен, при этом, как считается, были убиты сто тысяч жителей за отказ принять ислам.
В 1243 году царица Русудан заключила мир с монголами, согласившись платить дань монголам и разрешив им занять и фактически управлять примерно половиной грузинской территории. Занятый монголами Тбилиси формально оставался столицей, но царица отказалась возвращаться туда и правила, находясь в Кутаиси до своей смерти в 1245 году. Завоёванную восточную часть Грузии и северной Армении стали вассалами и данниками государства /ильханата/ Хулагуидов и был назван <вилайет Гюрджистана>.
Между 1259 и 1330 годами Грузия вынуждена была вести постоянную борьбу с ильханами за независимость. Первое восстание против монголов началось в 1259 году и продолжалось почти тридцать лет. Его возглавлял царь Давид Нарин. В дальнейшем борьба против монголов продолжалась при царях Деметре II (1270—1289) и Давиде VIII (1293—1311). Царь Георгий V Блистательный (1314—1346), воспользовавшись ослаблением ильханов, перестал платить им дань и восстановил Грузию в границах до 1220 года. Он упрочил царскую власть и возродил разрушенную монголами страну.

### Нашествие Тамерлана
В 1386—1403 годах Грузия пережила восемь вторжений Тамерлана, что истощило экономику страны и приблизило её распад. Страну смогли отстоять цари Баграт V и его сын Георгий VII.

### Распад Грузинского царства
Война, которая началась в 1460-х годах в правление царя Георгия VIII после сепаратистского мятежа в княжестве Самцхе привела к серии конфликтов между центральным правительством и царскими соперниками в регионах Имерети и Кахети. За три десятилетия Грузия обеднела и ослабела. В 1490 году был заключен мирный договор, согласно которому Грузинское царство разделилось на три независимых царства (Картлийское царство, Кахетинское царство, Имерети и Самцхе-Джавахети). Это положило конец монархии, существовавшей с XI века.

## Грузия между Персией, Османской и Российской империями

### Борьба с Османской империей и Персией
В XV веке Грузинское царство превратилось в изолированную христианскую страну, со всех сторон окружённую мусульманским миром. Большинство её соседей перестали существовать после взятия Константинополя османами в 1453 году и распространения их влияния на всё Причерноморье. Связь Грузии с христианским миром осуществлялась в основном через контакты с генуэзскими колониями в Крыму. В результате Грузия пришла в упадок, как в экономике, так и в политике, и в 1460-е годы распалась на три государства.
В следующие несколько веков Грузия входила в сферу влияния своих более сильных соседей, Османской империи и сефевидского Ирана. В 1555 году Турция и Иран подписали мирный договор, разграничивающий их сферы влияния в Закавказье. По договору Имерети отходила к Турции, а Картли и Кахети — к Ирану (Персии).
Персия требовала, чтобы цари восточной Грузии (Картли и Кахетии), находившейся под ее политическим влиянием, принимали мусульманство, и поддерживала кандидатов на царство, удовлетворявших этому условию. Персидские шахи выселяли в большом числе грузин в Персию; так, в XVII веке шах Абас переселил из Кахетии до 100 тыс. грузин в Персию, а на их месте поселил азербайджанцев. В борьбе с шахом Аббасом и мусульманством в XVII веке особенно отличился кахетинский царь Теймураз I, отличный воин и хороший поэт. В марте 1625 года грузинское войско победило персов в Марткопской битве, но в июне того же года войско Теймураза I было разгромлено персами в Марабдинской битве.
В Имеретии возникает анархия, повлекшая за собой крупный кризис. Началось междуцарствие.
К XVII веку Грузия в результате непрекращающихся внешних и внутренних войн, а также экспансии северокавказских племён настолько обеднела, что деньги были частично заменены прямым обменом товаров, а население городов существенно уменьшилось.
Связи Грузии с Россией, прерванные в период монгольского ига, возобновляются и принимают регулярный характер. Грузинские правители обращаются к России с просьбами о военной помощи, предлагают совместные действия против Турции и Ирана. В конце XVII века в Москве появилась грузинская колония, сыгравшая значительную роль в русско-грузинском сближении.

### Грузия в XVIII веке

Ираклий II

В начале XVIII века правитель Картли Вахтанг VI ввёл новый свод законов и попытался улучшить экономику страны. При нём в 1709 году началось книгопечатание на грузинском языке. Правление Вахтанга было прервано османским вторжением, в результате чего он вынужден был бежать в Россию.
При царе Ираклии II (1762—1798) объединённое Картлийско-Кахетинское государство усиливается, растёт его влияние в Закавказье. Турки изгоняются из страны. Возрождается грузинская культура, возникает книгопечатание. Одним из ведущих направлений общественной мысли становится просветительство. Ираклий обратился к России для защиты от Ирана и Турции. Екатерина II, воевавшая с Турцией, с одной стороны, была заинтересована в союзнике, с другой, не хотела посылать в Грузию значительные воинские силы. В 1769—1772 годах незначительный русский отряд под командованием генерала Тотлебена воевал против Турции на стороне Грузии. Согласно переписи населения 1780 года, грузинское население в Грузии составило 675 тысяч человек. В 1783 году Россия и Грузия подписали Георгиевский трактат, устанавливающий российский протекторат над царством Картли-Кахети. Согласно трактату Картли-Кахети отказывались от проведения самостоятельной внешней политики в обмен на военную защиту России.
В 1785 году на Грузию совершили набег аварцы, после чего Ираклий II обязался уплачивать дань Аварскому ханству.
Царь Ираклий II продолжал самостоятельные контакты по крайней мере с одним из соседей — вассалов Турции, что привело к тому что в 1787 году, когда началась очередная русско-турецкая война, российские войска вышли из Грузии.
В 1795 году иранский шах Ага Мохаммед-хан Каджар вторгся в Грузию и после Крцанисской битвы разорил Тбилиси.

Когда скончался Ираклий II, в январе 1798 года на троне воцарился Георгий XII. Он просил императора Российской империи Павла I принять Грузию (Картли-Кахети) в состав России: 
“...чтобы с этих пор царство картлосианов считалось принадлежащим державе Российской с теми правами, которыми пользуются находящиеся в России другие области".
Он опасался того, что грузинские князья начнут междоусобную борьбу, в результате которой Грузия будет завоёвана Персией.
Брат же Георгия, царевич Александр, подозревал, что русское военное присутствие в Восточной Грузии в дальнейшем приведёт к полной аннексии Картли-Кахетинского царства. В 1799 году царевич Александр Ираклиевич бежал из Тбилиси в Дагестан к Омар-хану, правителю аварцев, рассчитывая на поддержку иранского шаха Али-шаха Каджара.
Новый иранский шах Фетх Али-шах Каджар (1797—1834), признав Александра вали (правителем) Грузии, пообещал ему свою военную помощь в борьбе за грузинский царский престол. Александр стал собирать верные отряды и выступил с обращением к грузинскому населению, пытаясь оправдать свой новый союз с врагами Грузии.

## Грузия в составе Российской империи
В ноябре 1800 года царевич Александр и Омар-хан с аварским войском вторглись в Кахетию, но потерпели поражение от объединённых сил русско-грузинской армии в битве на реке Иори. Правитель Аварии Омар-хан был ранен в сражении и бежал в дагестанские горы, а царевич Александр с последователями отступил к Халил-хану в Карабах, а затем в Дагестан. Получив информацию о разгроме своих союзников, персидский шах Фатх Али не стал приступать к запланированному вторжению в Грузию и остановил свою армию в Тебризе. Русские власти объявили царевича Александра изменником. Позднее царевич Александр Багратиони пытался организовать антирусские восстания в различных провинциях Грузии. Однако Александр не пользовался поддержкой знати и большинства населения, командуя отрядами дагестанских наёмников.
23 ноября 1800 года император Павел I издал рескрипт на имя Георгия XII о принятии его царства в подданство России, далее он писал: 

Светлейший царь, всеподданнейшее благодарение ваше за утверждение на царство и за пожалование вам царских знаков, прибывшими ко двору Нашему в. в. уполномоченными, князьями Гарсеваном Чавчавадзе, Георгием Аваловым и Елеазаром Палавандовым, Нам изъявленное, приняли Мы с Высокомонаршим Нашим благоволением и удостоив также Всемилостивейшей апробации Нашей поданную ими высокому Нашему министерству ноту о прошениях ваших к принятию вас в подданство Наше, повелели первому присутствующему Нашей Коллегии Иностранных дел графу Ростопчину сообщить вам о Высокомонаршем Нашем благорасположении к особе вашей и ко всему царству вашему, изъявить Нашу Императорскую милость.— Акты Кавказской археографической комиссии, т I. с. 181
22 декабря 1800 года после почти годичного раздумья Павел I, выполняя просьбу умирающего Георгия XII, подписывает Манифест о присоединении Грузии (Картли-Кахетии) к России, обнародованный 18 января 1801 года. Смерть царя Георгия XII и переход власти к Давиду XII в декабре 1800 года обострили обстановку в стране. Царица Дареджан (вдова Ираклия II) и её сыновья категорически отказались признать власть царевича Давида XII, а также присоединение Грузии к России.
Российские чиновники ещё 24 марта 1801 года отстранили Давида XII, объявленного ими же после смерти Георгия XII «наследником и правителем» грузинского престола. Вместо него «управляющим Грузией» был назначен находившийся здесь командующий русской армией генерал И. П. Лазарев. Созданное под его руководством временное правление просуществовало один год.
11 сентября 1801 года новый российский император Александр I издал манифест «К грузинскому народу» и утвердил «Постановление внутреннего в Грузии управления», согласно которым, главнейшей задачей нового правления являлось упрочение позиций самодержавной России в Грузии, присоединение других политических единиц Закавказья, освоение природных богатств Картли-Кахети, сбор налогов, соблюдение правопорядка.
8 мая 1802 г. в Тбилиси в торжественной обстановке было открыто новое правление — «Верховное правительство Грузии» во главе с «главнокомандующим Грузией» или «главноуправляющим». Его помощником, в основном по гражданским делам, назначался «управляющий Грузией», который ведал также главнейшим из четырёх управлений (экспедиций) — исполнительным управлением. Начальниками и трёх остальных управлений назначались русские чиновники, которые общались с местным населением, не владеющим русским языком, через советников из представителей грузинского дворянства. Последние назначались также судьями в уездах, где начальниками были русские офицеры, именуемые «капитан-исправниками». Старые приставства (самоураво) постепенно уступали место новым уездно-административным единицам. Всю Картли-Кахети разделили на пять уездов: Горийский, Лорийский, Душетский, Телавский и Сигнахский. В каждом уезде имелись свои полиция, суд и прокуратура. Хозяйственными делами уезда ведал казначей. Управление городами было возложено на русских комендантов, помощники которых назначались из представителей грузинского дворянства.
Новое правление с самого начала заручилось поддержкой местного дворянства. Однако в первое время часть грузинских феодалов не могла примириться с новой властью, которая, опираясь на организованную силу регулярной армии и не желая терпеть традиционное самоуправство феодальной знати, в корне подрывала саму систему феодальных княжеств, подготавливая тем самым прочную основу для полной ликвидации их независимости.
Для упрочения нового правления в Грузии было решено придать ему «национальную» окраску. С этой целью император вместо Лазарева главнокомандующим Грузией назначил родственника царицы Мариам, супруги Георгия XII, представителя московской грузинской колонии Павла Цицианова (Цицишвили).
Облечённый императором неограниченными полномочиями генерал П. Цицианов прибыл в Тбилиси 1 февраля 1803 г. и за короткое время сумел не только укрепить новое правление в Картли-Кахети, но ввести аналогичное правление и в других частях Закавказья после их присоединения.
Упрочению нового правления, по мнению П. Цицианова и самого императора Александра I, препятствовало пребывание на родине многочисленных грузинских царевичей. Поэтому Александр I направил царицам Дареджан и Мариам письма с приглашением переехать в Петербург. Однако члены картли-кахетинского царского дома не согласились покинуть родину и обосноваться в Петербурге. Тогда П. Цицианов решил применить силу. Повод быстро нашёлся. В апреле 1803 г. генерал Лазарев во главе вооружённого отряда ворвался во дворец царицы Мариам с целью её ареста и высылки. Оскорблённая царица убила генерала кинжалом, за что и была сослана в Белгород. До 1805 г. в Россию были также высланы все грузинские царевичи, большинство которых обосновалось в Петербурге, существуя на назначенную императором пенсию, занимаясь лишь научно-литературной деятельностью.
Сам П. Цицианов не жалел пенсий, подарков, российских чиновничьих званий для оставшихся на родине бывших служителей царей Ираклия и Георгия. П. Цицианов создал первое дворянское собрание, первым предводителем которого по его же настоянию стал Гарсеван Чавчавадзе. Вместе с тем П. Цицианов постепенно упразднил старую систему моуравов, хотя она окончательно исчезла в Восточной Грузии в 20-х, а в Западной Грузии — в 40-х гг. П. Цицианов способствовал восстановлению грузинских культурных учреждений, строительству дорог, налаживанию почтовой связи и т. д.
В 1805 году сорокатысячная армия иранского наследного принца Аббас-Мирзы, двинувшаяся на Тбилиси, была остановлена 24 июня на реке Аскерани русским отрядом. 28 июля при Загаме Аббас-Мирза потерпел сокрушительное поражение и персидская армия в беспорядке покинула пределы Грузии.
В 1810 году было сломлено сопротивление имеретинского правителя Соломона II, и Имеретия была включена в состав России.
В 1812 году антироссийски настроенный грузинский царевич Александр после поражения в Кахетии от российских войск бежал к хевсурам. Это привело в 1813 году к походу в Хевсуретию отряда российских войск под командованием генерала Симановича. Хевсуры оказали сопротивление, но были разбиты. Российскими войсками было взято главное селение хевсурского народа Шатиль.
Между 1803 и 1878 годами в результате русско-турецких войн оставшиеся грузинские территории также были присоединены к России.

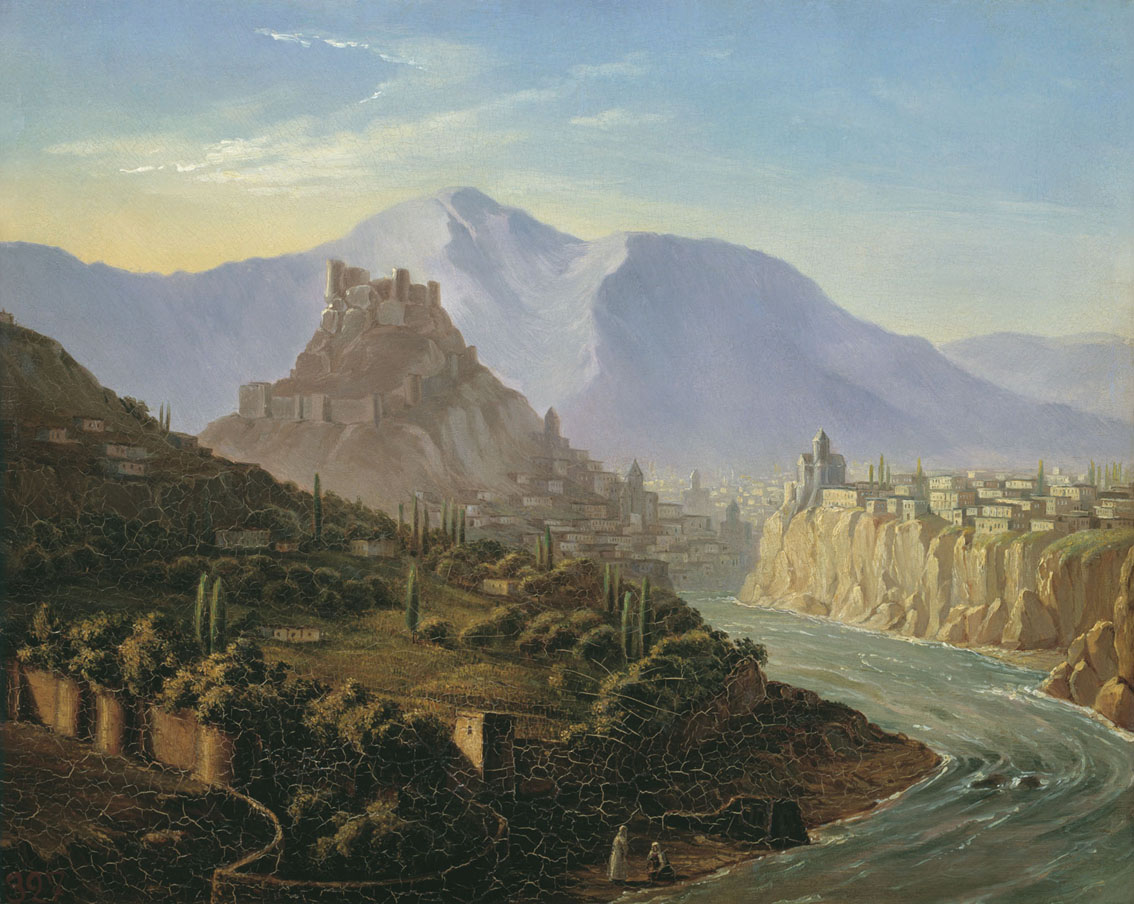
Михаил Юрьевич Лермонтов. Вид Тифлиса

XIX век характеризовался массовыми крестьянскими выступлениями против грузинской аристократии и национально-освободительными устремлениями среди грузинского дворянства и интеллигенции.
В 1811 году была отменена многовековая автокефалия (независимость) Грузинской православной церкви, католикос Антоний II был выслан в Россию, а Грузия стала Грузинским экзархатом Русской православной церкви. В июне 1819 года экзарх Грузии митрополит Феофилакт направил в Имеретию сотрудников синодальной конторы, которые начали закрывать церкви и изгонять священников. Это вызвало народные волнения, которые властям удалось подавить только к концу лета 1820 года. Было убито, ранено и арестовано множество участников волнений, в Имеретии, Раче и Гурии были разрушены почти все крепости, сожжены сотни домов.
Политика царского правительства оттолкнула часть грузинской знати. Группа молодых дворян, вдохновлённая восстанием декабристов 1825 года и Польским восстанием 1830 года, организовала заговор с целью свержения царской власти в Грузии. План их состоял в том, чтобы пригласить всех представителей царской власти в Закавказье на бал и убить их. Заговор был раскрыт 10 декабря 1832 года, все его участники были высланы в отдалённые области России. После назначения кавказским наместником князя Воронцова в 1845 году политика изменилась. Воронцову удалось привлечь на свою сторону грузинскую знать и европеизировать её.
60—90-е годы XIX века — строительство Закавказской железной дороги (Поти — Тбилиси, Батуми — Тбилиси — Баку). В 1900-м Закавказская железнодорожная магистраль включена в общероссийскую железнодорожную сеть. Развивается промышленность (текстильная, металлообрабатывающая, кожевенная, коньячно-водочная, табачная, горнорудная — добыча каменного угля, марганца). В 90-е годы Грузия давала около 50 % мирового экспорта марганца.
Одновременно усиливалось национально-освободительное движение, во главе которого стояли видные писатели, общественные деятели, получившие образование в России и приобщившиеся к идеям народных демократов Белинского, Герцена, Добролюбова, Чернышевского. Эта неформальная группа, получившая название тергдалеулеби (буквально «испившие воду Терека», то есть побывавшие в России), в которую входили Илья Чавчавадзе, Акакий Церетели, Нико Николадзе, Серго Месхи, стала основой общественно-литературных течений грузинских интеллигентов-шестидесятников.
Незадолго до революции 1905—1907 годов в грузинском крае Гурия началось движение гражданского неповиновения, позже превратившееся под руководством меньшевиков из РСДРП в полноценное самоуправление и получившее название Гурийской республики. Хотя во время революции 1905 года в масштабе Грузии не происходило общих вооружённых восстаний, однако пример и практики Гурийской республики распространились на соседние уезды, были сочтены властями опасными и подавлены вооружённым путём.
Присоединение Грузии к России спасло грузинскую нацию от геноцида и ассимиляции со стороны соседних стран. Уже через сто лет после вхождения Грузии в состав Российской империи численность грузин выросла с 370 тысяч до полутора миллионов человек.

## Грузинская демократическая республика

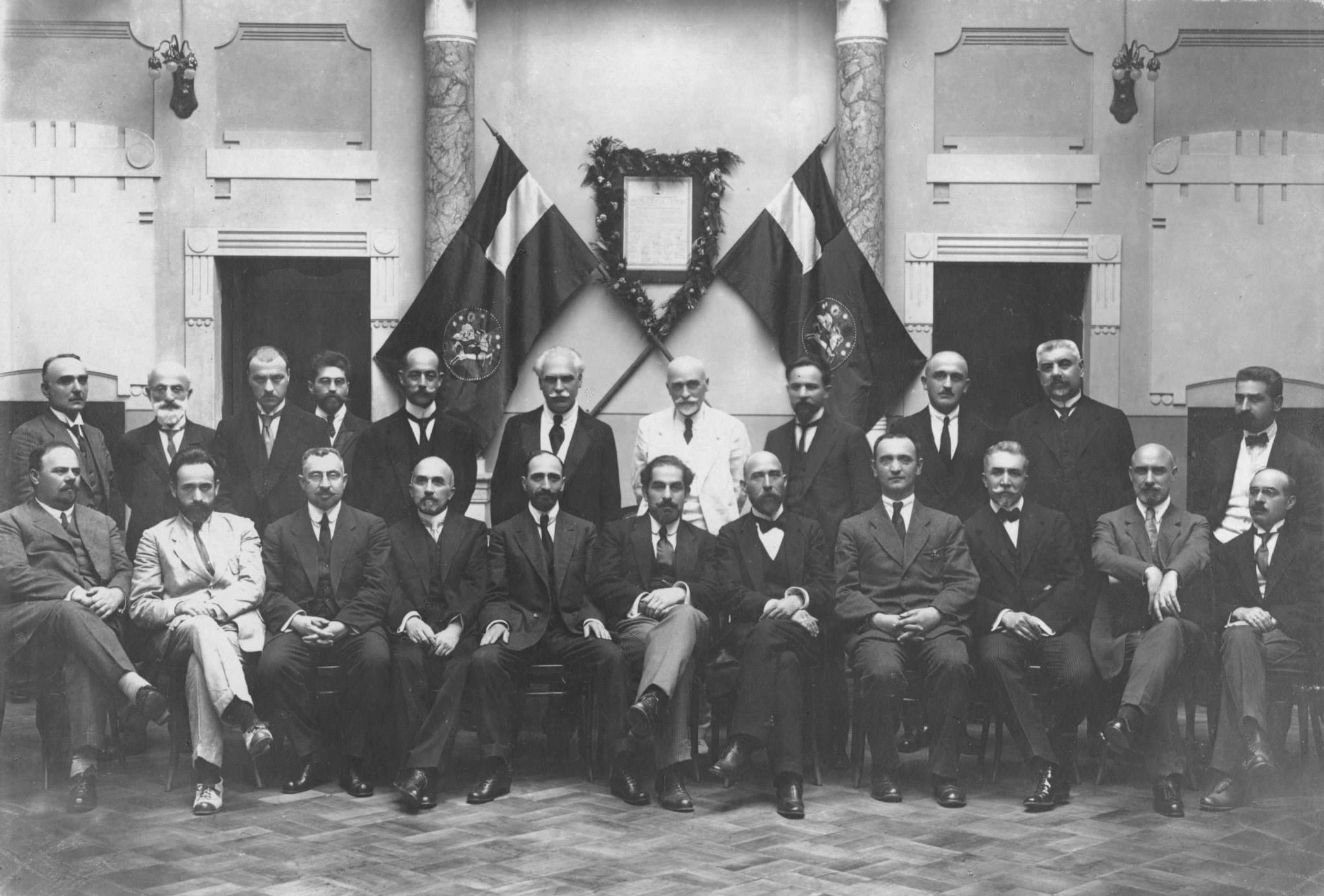
Министры Грузинской демократической республики

- Февраль 1917 — революция в России. После Октябрьской революции 1917 года в Тбилиси создаётся коалиционное правительство Закавказья (Азербайджана, Армении, Грузии) — Закавказский комиссариат, в которое вошли грузинские меньшевики, армянские дашнаки и азербайджанские мусаватисты. Перед новым государственным образованием встал вопрос о признании результатов Брестского мира, по которому Российская Советская Республика признала права Турции на земли и округа Карс, Ардаган и Батум, присоединённые к России по условиям Сан-Стефанского мирного договора 1878 года. «Признание Брест-Литовского договора означало бы, что Закавказье как независимая республика перестаёт существовать и становится провинцией Турецкой империи» — заявил И. Г. Церетели, председатель Закавказского сейма. Данная позиция привела к срыву мирных переговоров на конференции в Трабзоне в марте-апреле 1918 года. В результате кратких боевых действий турки заняли Батуми, Озургети, Ахалцихе и ряд других территорий.

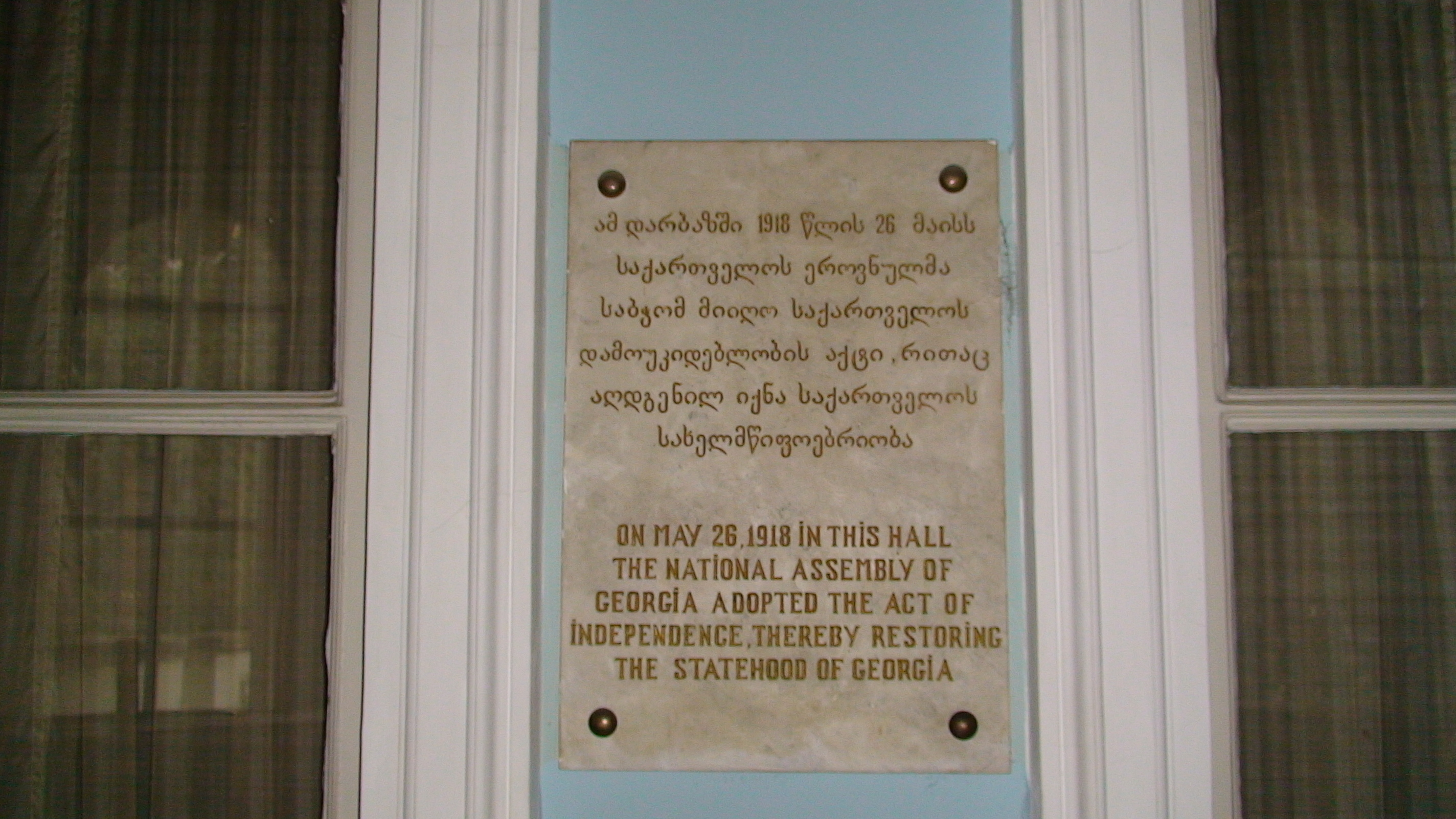
Мемориальная табличка: «26 мая 1918 года в этом зале Национальный совет Грузии принял декларацию о независимости, тем самым восстановив грузинскую государственность»

- Апрель 1918 — Закавказье объявлено «независимой федеративной демократической республикой», но она быстро распалась[63], и уже 26 мая 1918 меньшевики, среди которых были такие выдающиеся фигуры как Н. С. Чхеидзе (с 1918 — председатель Учредительного собрания Грузии), И. Г. Церетели, Н. Н. Жордания (с 24 июля 1918 — глава правительства) объявили Грузию независимой республикой.
- Май — июнь 1918 — по договору Германии (представитель Германии — Вернер фон дер Шуленбург) с меньшевистским правительством в Грузию для обороны от турок вступают немецкие войска. 4 июня правительство Грузии подписывает мирный договор с Турцией, по которому значительная часть территории страны отходит Турции (территории бо́льшие, чем по условиям Брестского мира).
- Декабрь 1918 — после поражения Германии в войне немецко-турецкие войска сменяют англичане, которые остаются здесь до июля 1920, охраняя железную дорогу Батум — Баку. Грузинский генерал Гергий Мазниев (Мазниашвили) занял Сухумский округ, Гагринский округ, Адлер, Сочи, Туапсе и Хадыженск. На Парижской (Версальской) мирной конференции весной 1919 года Грузия так мотивировала притязания на Сочи и Адлер: «С точки зрения этнографической присоединение к Грузии территории между рекой Макопсе и рекой Мзымта, которая [территория], кстати, принадлежала ей [Грузии] в прошлом [во времена царицы Тамары], не может вызвать возражений. После насильственного выселения отсюда в XIX в. местных кавказских племён этот край уже не имеет определённого этнографического характера». В июне 1919 Жордания заключил соглашение с А. И. Деникиным о совместной борьбе против большевиков.
- Май 1920 — правительство Грузии заключает мирный договор с РСФСР.

## Социалистическая Советская Республика Грузия
- Февраль 1921 — 11-я армия РСФСР вошла в Грузию. Советско-грузинская война.
- 4 марта 1921 — Советская власть установлена в Абхазии, образована ССР Абхазия.
- 5 марта 1921 — Советская власть установлена в Цхинвали.
- 16 марта турецкие власти заявили об аннексии Батуми. В этот же день РСФСР и Турция подписывают договор, по которому Аджария с Батуми признаются частью Грузии, но турецкие войска остаются в Батуми. 12 тыс. км² территории Грузии согласно этому договору (большая часть Юго-Западной Грузии) передаются Турции. Грузинские лидеры, чтобы предотвратить окончательную утрату Грузией Батуми, выходят на переговоры с ревкомом.
- 18 марта 1921 — социал-демократическое правительство Грузии было вынуждено покинуть Грузию.
- 16 июля 1921 — в составе Грузии образуется Аджарская АССР.
- 16 декабря 1921 — на основе Союзного договора между Грузинской и Абхазской ССР последняя входит в состав ГССР.
- 20 апреля 1922 — в составе ГССР создана Юго-Осетинская автономная область.
- В 1922—1924 годах происходят восстания против Советской власти, с требованием восстановления государственной независимости Грузии (смотри Антисоветское восстание в Грузии (1924)).
- 12 марта 1922 — Грузия (совместно с Абхазией), Армения и Азербайджан образуют федеративный союз. С 12 марта 1922 по 5 декабря 1936 Грузия входит в Закавказскую Федерацию (ЗСФСР). При этом по конституции Абхазской ССР, эта республика также входит в состав ЗСФСР (является субъектом), но через Грузинскую ССР (так как Абхазия находилась в федеративных отношениях с Грузией).
- 30 декабря 1922 — Грузия в составе ЗСФСР входит в СССР.
- август-сентябрь 1924 — Августовское восстание против советской власти.

## Грузинская ССР
По новой Конституции СССР 1936 года Грузинская ССР, Армянская ССР и Азербайджанская ССР вошли в состав СССР как самостоятельные союзные республики. Закавказская федерация была упразднена.
За годы Советской власти в Грузии была осуществлена индустриализация, коллективизация сельского хозяйства. Были созданы целые новые отрасли промышленности.

### Грузия в Великой Отечественной войне
Во время Великой Отечественной войны на территории Грузии было сформировано несколько национальных грузинских дивизий, участвовавших в битве за Кавказ, в боях за освобождение Таманского полуострова, Крыма. Всего в войне участвовало около 700 тыс. человек из Грузии (пятая часть населения республики). 400 тыс. из них погибло. Летом 1942 немецкие войска вышли к предгорьям Главного Кавказского хребта и попытались прорваться в Абхазию, но уже осенью 1942 были отброшены за Главный Кавказский хребет.

### После войны
В ноябре 1951 года органами государственной безопасности начато т. н. мингрельское дело.
После XX съезда КПСС в Грузии отмечался подъём, как ни парадоксально, разом и антисоветских, и сталинистских настроений. Пиком этого процесса стали массовые беспорядки в марте 1956 года, повлёкшие человеческие жертвы.
В 1970-х большую известность и популярность на посту первого секретаря местной парторганизации снискал Эдуард Шеварднадзе, который проводил широко освещавшуюся кампанию по борьбе с коррупцией и злоупотреблениями и либеральную культурную политику.
14 апреля 1978 года в Тбилиси прошли массовые демонстрации протеста против лишения грузинского языка статуса государственного. Однако общие итоги кампании были неутешительны, и сменивший Шеварднадзе в должности первого секретаря Джумбер Патиашвили констатировал, что ситуация остаётся напряженной.
В 1970-е годы в Грузии возникло движение диссидентов во главе с Звиадом Гамсахурдиа и Мерабом Костава, в 1983 г. была предпринята попытка угона самолета за границу.

### Тбилисские митинги 1989 года и выход Грузии из СССР
В последние годы существования Советского Союза в Грузии активны были как грузинские, так и абхазские националисты. С апреля 1989 года в Тбилиси ежедневно проходили митинги с требованиями восстановления независимости Грузии. Ранним утром 9 апреля 1989 года части внутренних войск СССР и Советской армии разогнали многотысячный оппозиционный митинг у Дома правительства на Проспекте Руставели. При этом погиб 21 человек и пострадали 290. Теперь день 9 апреля отмечается как государственный праздник Грузии — День национального единства.
Верховный совет Грузинской ССР перешёл под контроль национал-радикалов и взял курс на выход из СССР. 9 марта 1990 года он принял постановление «О гарантиях защиты государственного суверенитета Грузии», в котором ввод Красной армии в Грузию в 1921 году был назван оккупацией и аннексией. В апреле 1990 года в Грузии возник блок «Круглый стол — Свободная Грузия» (в его составе были — Хельсинкский союз Грузии, Общество Ильи Праведного, Всегрузинское общество Мераба Костава, Союз грузинских традиционалистов, организация «Национальный фронт — Радикальный союз», Национально-христианская партия Грузии), целью которого было объявлено выход Грузии из СССР, вывод из республики частей Советской армии и вступление Грузии в НАТО, восстановление Конституции Грузии 1921 года, проведение рыночных реформ, в том числе приватизации государственных предприятий и передача земли крестьянам.
Этот блок победил на выборах в Верховный Совет Грузинской ССР 28 октября 1990 года. Депутат от этого блока Звиад Гамсахурдия 14 ноября 1990 года был избран председателем Президиума Верховного Совета Грузинской ССР, одновременно был принят закон, согласно которому страна стала называться Республика Грузия. Власти Грузии отказались проводить мартовский референдум о сохранении СССР.
18 марта 1989 года в деревне Лыхны (древней столице абхазских князей) состоялся 30‑тысячный Сход абхазского народа, который выдвинул предложение о выходе Абхазской АССР из состава Грузии и восстановлении ее в статусе союзной республики. 15‑16 июля 1989 года в Сухуми произошли кровавые столкновения между грузинами и абхазами, в результате которых погибло 16 человек. 25 августа 1990 года Верховный Совет Абхазской АССР принял Декларацию о суверенитете Абхазской АССР. Это привело к расколу между депутатами-абхазами и грузинской фракцией Верховного Совета, выступившей против декларации.
10 ноября 1989 года Совет народных депутатов Юго-Осетинской автономной области принял решение о преобразовании Юго-Осетинской АО в автономную республику в составе Грузинской ССР, что вызвало негативную реакцию со стороны Президиума Верховного Совета Грузинской ССР, который признал это решение незаконным. При попытке проведения в Цхинвали митинга произошло вооружённое столкновение участников акции, местных властей, милиции и осетинского населения, приведшее к гибели людей. Отношения между республикой и её автономией накалялись всё сильнее. 20 сентября 1990 года Совет народных депутатов ЮОАО провозгласил создание Юго-Осетинской Советской Демократической Республики. 10 декабря Верховный Совет Грузии принял решение об упразднении ЮОАО. На следующий день в Цхинвали произошло убийство трёх человек (двух грузин и бросившегося им на помощь милиционер-осетина), после чего грузинское руководство ввело в Цхинвали и Джавском районе чрезвычайное положение.
6 января 1991 года в Южной Осетии начались вооружённые столкновения с грузинской милицией.
31 марта 1991 года в Грузии был проведен референдум о восстановлении государственного суверенитета. По всей Грузии в референдуме приняло участие 90,79 % избирателей, 99,08 % из которых проголосовали за восстановление государственного суверенитета Грузии. На основании итогов референдума Верховный совет Грузии 9 апреля 1991 года провозгласил Декларацию о восстановлении государственного суверенитета Республики Грузия. Одновременно была учреждена должность Президента Республики Грузия. 26 мая состоялись всеобщие президентские выборы, победу на которых одержал Звиад Гамсахурдия, набравший 87 % голосов.
19 августа 1991 года президент Гамсахурдия, по совету руководителя Аджарии Аслана Абашидзе, исполнил указ ГКЧП о расформировании всех незаконных военных формирований, упразднив Национальную гвардию Грузии и переподчинив её личный состав республиканскому МВД. После провала путча ГКЧП Гамсахурдия заявил, что это решение было принято во благо народа, для защиты от возможных силовых акций со стороны войск Закавказского военного округа. При этом Национальная гвардия отказалась выполнять решение Гамсахурдии о своём роспуске; началось вооружённое противостояние пропрезидентских сил и Национальной гвардии, завершившееся свержением президента.

## Современная Грузия
Первые годы независимости Грузии прошли в условиях гражданской войны и межэтнических конфликтах. За восемь месяцев своего правления Гамсахурдия испортил отношения с грузинской интеллигенцией и предпринимателями, а также допустил чрезвычайное обострение отношений с национальными меньшинствами, которое вылилось в грузино-южноосетинский конфликт. 1 сентября сессия Совета народных депутатов Южной Осетии провозгласила Республику Южная Осетия. На следующий день в Тбилиси на проспекте Руставели состоялся митинг Национально-демократической партии Грузии (НДП), на котором выдвигались требования от отставки президента и правительства Грузии до самоликвидации и перевыборов Верховного Совета. Находившийся на месте ОМОН открыл огонь, в результате чего ранения получили 6 человек. К 11 сентября требование немедленной отставки Гамсахурдия поддержали лидеры 25 политических партий. В ходе перестрелки в ночь с 4 на 5 октября между военными подразделениями и оппозицией погибли двое сторонников Гамсахурдия, после чего 8 октября на чрезвычайной сессии парламент Грузии принял резолюцию, в которой эти события были расценены как попытка государственного переворота.

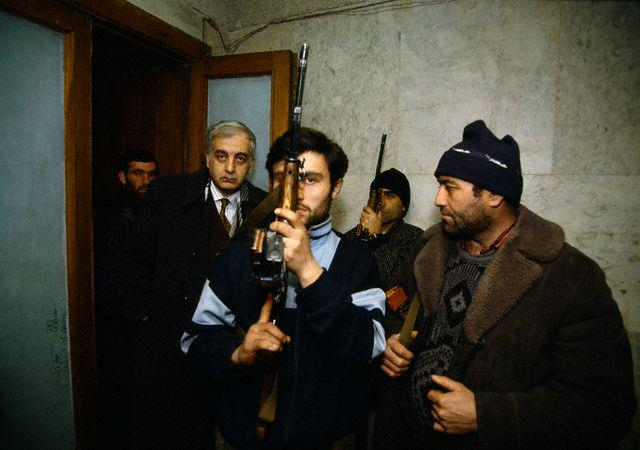
Гамсахурдия и его охрана в бункере, декабрь 1991 года

Одновременно напряжённые отношения складывались и с Национальной гвардией. Утром 22 декабря части Национальной гвардии под предводительством Тенгиза Китовани и отряды Мхедриони под командованием Джабы Иоселиани подняли в Тбилиси мятеж против Гамсахурдия. Две недели в грузинской столице шла настоящая война с использованием артиллерии и танков. 6 января 1992 года Гамсахурдия и его сторонники покинули бункер Дома правительства, а затем и страну. Тем временем 19 января в Южной Осетии прошёл референдум, в результате которого 98 % проголосовавших высказались за независимость и присоединение к России.
После свержения Гамсахурдии власть в Грузии перешла к Военному Совету, вскоре преобразованному в Государственный совет (Госсовет) Грузии. 10 марта во главе Госсовета встал бывший Первый Секретарь ЦК Компартии Грузинской ССР Эдуард Шеварднадзе. К моменту его прихода к власти внутриполитическая обстановка в Грузии продолжала оставаться тяжёлой. В севере страны продолжались грузино-осетинские вооружённые столкновения, а на западе шли протесты сторонников свергнутого президента (звиадисты), которые не смирились с его изгнанием. Одновременно накалилась обстановка и в Абхазии. 23 июня абхазская часть Верховного Совета Абхазии аннулировала Конституцию 1978 года и восстановила Конституцию 1925 года. На следующий день в 3 часа утра более ста сторонников Гамсахурдия захватили здание телецентра в Тбилиси, а в 6 часов утра в эфир вышел один из соратников свергнутого президента Вальтер Шургая, который призвал людей собраться возле телецентра и потребовать возвращения Звиада Гамсахурдия. Спустя несколько часов войска окружили телецентр и пошли на штурм, освободив здание и арестовав мятежников. В тот же день Шеварднадзе подписал с российским президентом Борисом Ельциным Сочинское соглашение, завершающие боевые действия в Южной Осетии. В результате Южноосетинской войны Грузия потеряла контроль над 60 % территории региона, а самопровозглашённая Республика Южная Осетия стала де-факто независимым, но непризнанным государством.
В то же время обстановка стала накаляться в Абхазии и в Западной Грузии. Действовавшие в Западной Грузии звиадисты совершали диверсии, взрывы и нападения на представителей власти. 9 июля ими был похищен заместитель премьер-министра и председателя Комиссии по правам человека и межнациональным отношениям Александр Кавсадзе. Собравшийся в столице 25 июля Госсовет признал восстановление абхазской конституции 1925 года не имеющим юридической силы. 12 августа в Абхазию, где звиадисты скрывали заложников, под командованием Тенгиза Китовани двинулись свыше 3 тыс. бойцов Национальной Гвардии. Власти предъявили ультиматум до 9 часов утра 13 августа освободить все лица, «взятые в заложники бандитами, действующими в Западной Грузии». 14 августа в Абхазию вошли отряды Национальной гвардии, где вскоре развернулись военные действия. Отряды Национальной гвардии продвинулись до реки Гумиста, а впоследствии заняли практически всю территорию Абхазии, включая Гагру и Сухуми. К октябрю абхазы перешли к наступательным действиям. 6 октября в ходе боёв под их контроль окончательно перешла Гагра. 11 октября в стране состоялись парламентские выборы, по итогом которых Шеварднадзе был избран председателем Верховного Совета Грузии, набрав 90 % голосов.
27 июля 1993 года после длительных боёв в Сочи было подписано соглашение о временном прекращении огня в Абхазии, в котором Россия выступала в роли гаранта. Однако осложнилась обстановка в Мегрелии, где 28 августа звиадисты захватили ряд населённых пунктов: Сенаки, Абаша и Хоби. В начале сентября абхазы нарушили перемирие и возобновили наступление на Сухуми. Одновременно звиадисты развернули боевые действия в Западной Грузии. 24 сентября Гамсахурдия вернулся в Западную Грузию и возглавил в Зугдиди так называемое «Правительство в изгнании», поставив целью восстановление законной власти в стране. 27 сентября абхазские войска взяли столицу Абхазии, устроив резню мирного населения, а к 30 сентября абхазские вооружённые формирования вышли к административной границе Абхазии, изгнав грузинские войска. На рассвете 17 октября звиадисты атаковали Самтредиа и спустя несколько часов овладели им, а 19 числа практически без боя заняли Ланчхути. Развивая успех, сторонники Гамсахурдия на следующий день начали массированное наступление на второй по величине город Грузии — Кутаиси, падение которого открывало дорогу на Тбилиси. Сдержав натиск противника под Кутаиси, правительственные войска перешли в наступление и освободили ряд городов в Западной Грузии, захваченных звиадистами. 6 ноября практически без боя пал последний оплот звиадистов — Зугдиди. Остатки сторонников Гамсахурдия рассеялись в лесах Цаленджихского района, а сам свергнутый президент скрылся. 31 декабря Звиад Гамсахурдия погиб при невыясненных обстоятельствах в селе Дзвели Хибула в горной области Самегрело.

### Правление Эдуарда Шеварднадзе
- август 1995 — покушение на Э. Шеварднадзе.

5 ноября 1995 года в Грузии прошли президентские выборы, победу на которых одержал Эдуард Шеварднадзе, набравший 72, 9 % голосов.
- 16 мая 1996 года Э. Шеварднадзе, и Президент Южной Осетии Л. Чибиров подписали в Москве Меморандум о мерах по обеспечению безопасности и укреплению взаимного доверия между сторонами в грузино-осетинском конфликте.
- 19 октября 1998 — мятеж Акакия Элиавы.
- 1993—1998 — партизанская война грузин в Гальском районе Абхазии.
- 20—26 мая 1998 — война в Гальском районе.
- 25 мая 2001 — мятеж Национальной гвардии.
- осень 2001 — вооружённый конфликт в Кордорском ущелье.

### Революция роз
Тяжёлая экономическая ситуация, низкий жизненный уровень, массовые и систематические нарушения прав человека, разгул коррупции и, как следствие, фальсификация результатов парламентских выборов 2 ноября 2003 года привели к так называемой цветной Революции роз 22-23 ноября 2003 и отставке Шеварднадзе.

### Грузия в период правления М. Саакашвили
В результате повторных президентских выборов 4 января 2004 года президентом Грузии был избран один из лидеров Революции роз Михаил Саакашвили.
6 ноября 2004 года 300 грузинских военнослужащих прибыли в Ирак поддержать американские силы.
- Обострение грузино-осетинских отношений (2004)

#### Аджарский кризис
5 мая 2004 года под давлением Тбилиси ушёл в отставку президент Аджарии Абашидзе, обвинённый в сепаратизме.

#### Мятеж в Кодорском ущелье
В июле 2006 года мятеж Эмзара Квициани в Кодорском ущелье. Бывший полпред заявил о неподчинении центральным властям, в результате чего в Кодорском ущелье была проведена операция против вооружённых сторонников Квициани, именуемых в СМИ, в зависимости от их направленности, «бандитами» и «мятежниками» — либо «сванским ополчением».

#### Политическая и экономическая жизнь
- 2006, сентябрь — российско-грузинский шпионский скандал (2006).
- 2007, сентябрь — недовольство политикой Саакашвили привело к многотысячным акциям протеста. К 2007 выведены российские военные базы: 12-я из Батуми и 62-я из Ахалкалаки.
- 2008, 5 января — досрочные президентские выборы в Грузии, на которых побеждает Михаил Саакашвили. Грузинская оппозиция объявила акцию протеста.

#### Война в Грузии (2008)

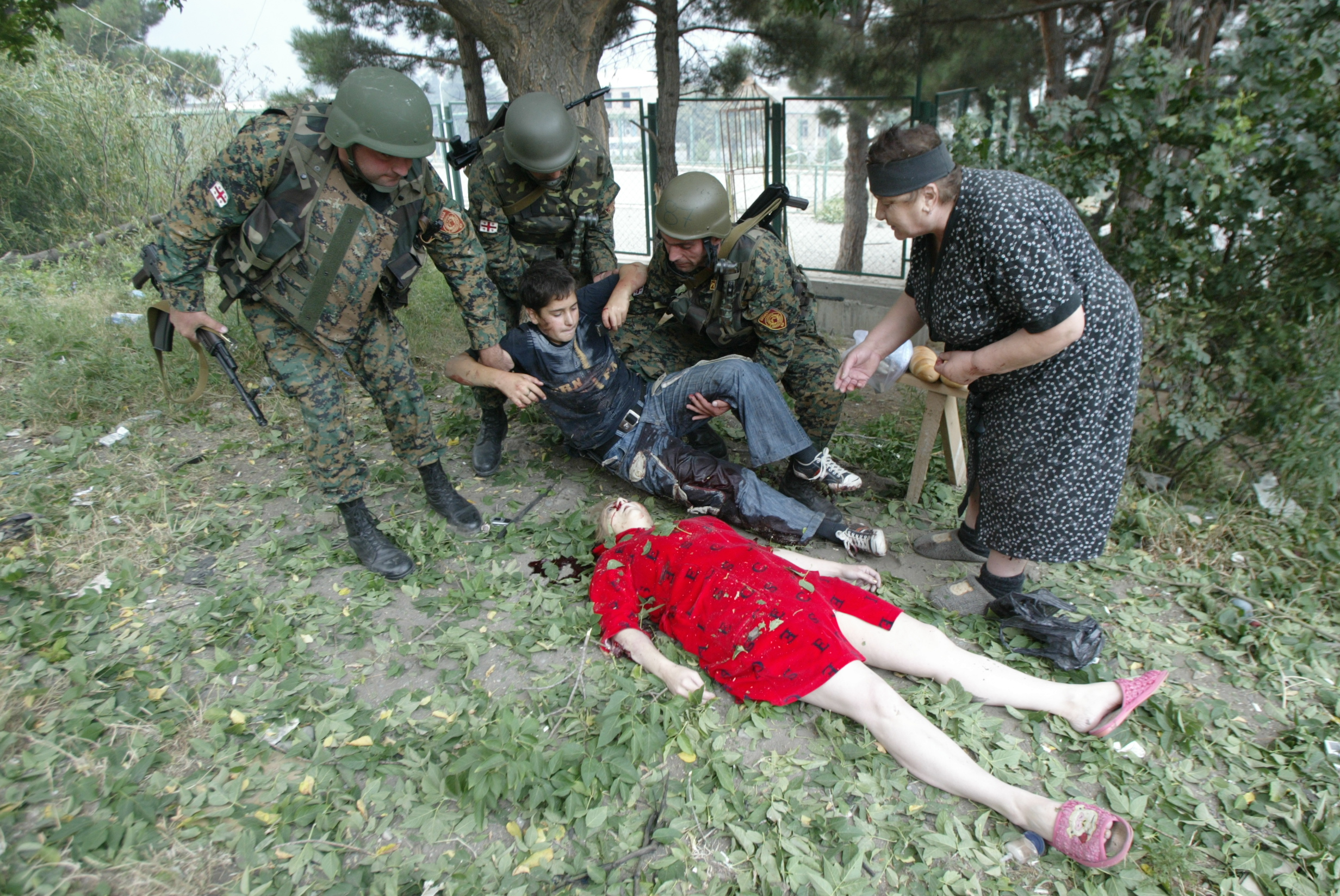
Гражданские жертвы российской бомбардировки Гори, август 2008 года

- 2008, 1 августа — обострение грузинско-югоосетинских и грузино-российских отношений. В течение последующей недели постоянно происходили перестрелки между грузинскими и юго-осетинскими военными. В ночь с 7 на 8 августа штурмом Цхинвали началась война в Грузии. На следующий день президентом Российской Федерации Д. А. Медведевым было объявлено об участии российских войск в войне.
- 2008, 26 августа — Президент Российской Федерации Дмитрий Медведев подписал указ о признании Россией независимости Абхазии и Южной Осетии. С соответствующей просьбой к России ранее обратились власти этих регионов, их просьбу поддержали обе палаты российского парламента.
- 2009 — Мятеж в Мухровани
- 9 апреля — 4 июля 2009 — акции протеста в Грузии (2009)

На парламентских выбора 2012 года партия Саакашвили «Единое национальное движение» утратила существенное число мест в парламенте и стала оппозиционной партией, а недавно созданная партия «Грузинская мечта» Бидзина Иванишвили получила абсолютное большинство мест. В октябре 2013 года, незадолго до окончания своего второго президентского срока, Саакашвили покинул Грузию.

### Грузия после правления Михаила Саакашвили

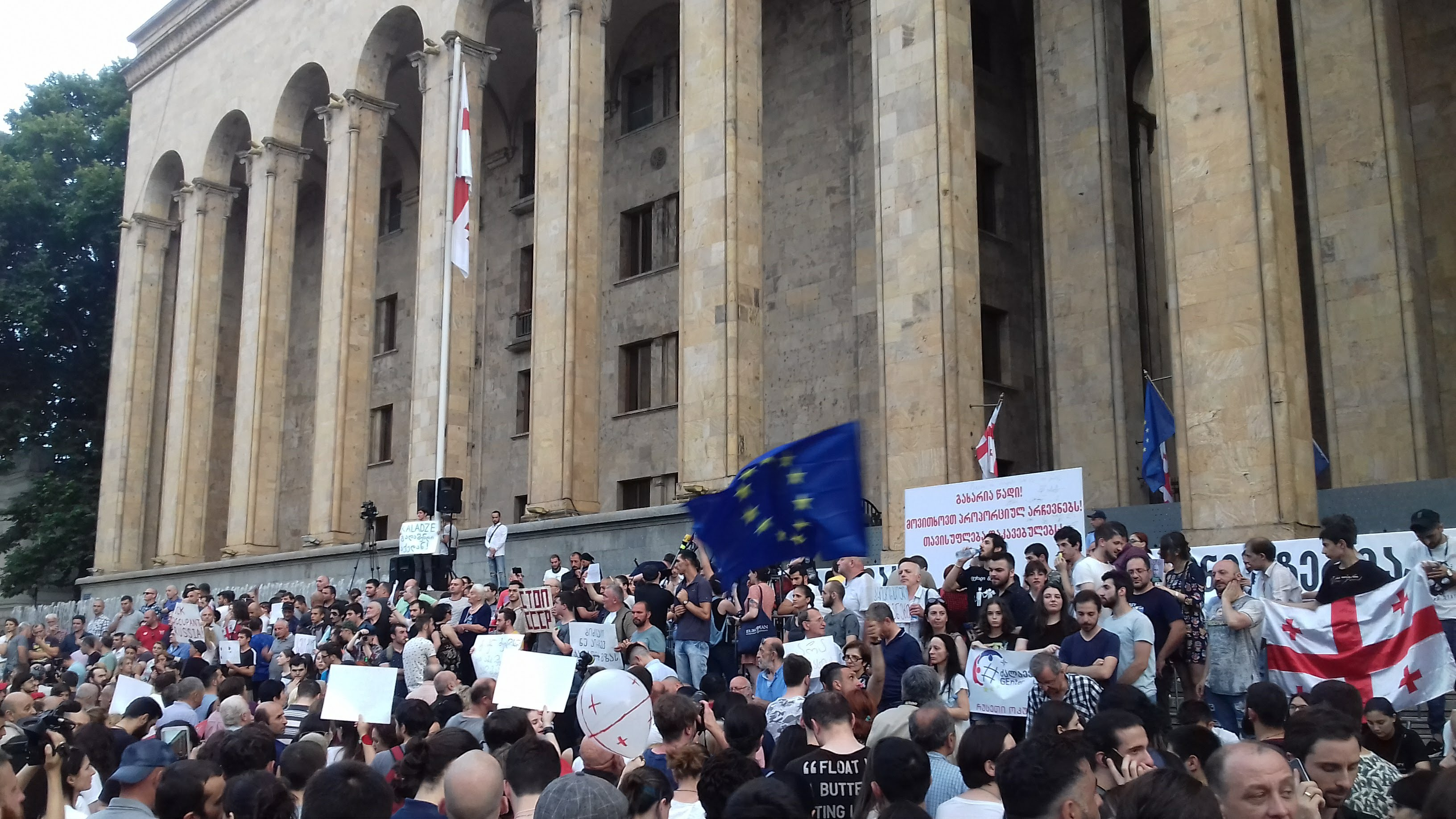
Протестующие у здания парламента Грузии с флагом ЕС, июнь 2019 года

Новым президентом Грузии в октябре 2013 года был избран Георгий Маргвелашвили, кандидат от партии «Грузинская мечта».
В октябре 2018 года в Грузии прошли очередные президентские выборы, на которых победила Саломе Зурабишвили, кандидатуру которой поддержала партия «Грузинская мечта».
В октябре 2020 года партия «Грузинская мечта» в третий раз одержала победу на очередных парламентских выборах, несмотря на массовые протесты, организованные в 2019 году оппозиционными партиями.
В марте 2023 года в Грузии произошел политический кризис, в ходе которого президент Саломе Зурабишвили фактически выступила против правящей партии «Грузинская мечта», ранее поддержавшей ее кандидатуру на президентских выборах.
В 2024 году в Грузии проходили митинги протеста против пророссийской политики партии «Грузинская мечта» Б. Иванишвили.